# Lista de asteroides (103001-104000)
Esta é uma lista parcial de asteroides, do asteroide número 103001 até o 104000, inclusive. Veja também o índice com todas as listas disponíveis.

| Objeto Próximos à Terra | Cinturão de asteroides (interno) | Cinturão de asteroides (externo) | Centauro       |
| Cruzador de Marte       | Cinturão de asteroides (meio)    | Troianos de Júpiter              | Transnetuniano |

Veja mais dados de cada asteroide na ligação externa para o Minor Planet Center na última coluna.
Índice: 103001... 103101... 103201... 103301... 103401... 103501... 103601... 103701... 103801... 103901... 

## 103001–103100
| Designação | Designação | Descoberta  | Descoberta     | Descobridor(es)        | Categoria | Mais informações / Referência |
| Permanente | Provisória | Data        | Local          | Descobridor(es)        | Categoria | Mais informações / Referência |
| ---------- | ---------- | ----------- | -------------- | ---------------------- | --------- | ----------------------------- |
| 103001     | 1999 XW95  | 9 dez 1999  | Oizumi         | T. Kobayashi           | —         | MPC                           |
| 103002     | 1999 XH98  | 7 dez 1999  | Socorro        | LINEAR                 | —         | MPC                           |
| 103003     | 1999 XN98  | 7 dez 1999  | Socorro        | LINEAR                 | —         | MPC                           |
| 103004     | 1999 XR98  | 7 dez 1999  | Socorro        | LINEAR                 | —         | MPC                           |
| 103005     | 1999 XN99  | 7 dez 1999  | Socorro        | LINEAR                 | —         | MPC                           |
| 103006     | 1999 XW99  | 7 dez 1999  | Socorro        | LINEAR                 | —         | MPC                           |
| 103007     | 1999 XD100 | 7 dez 1999  | Socorro        | LINEAR                 | —         | MPC                           |
| 103008     | 1999 XX100 | 7 dez 1999  | Socorro        | LINEAR                 | —         | MPC                           |
| 103009     | 1999 XW101 | 7 dez 1999  | Socorro        | LINEAR                 | —         | MPC                           |
| 103010     | 1999 XQ102 | 7 dez 1999  | Socorro        | LINEAR                 | —         | MPC                           |
| 103011     | 1999 XG103 | 7 dez 1999  | Socorro        | LINEAR                 | —         | MPC                           |
| 103012     | 1999 XT103 | 7 dez 1999  | Socorro        | LINEAR                 | —         | MPC                           |
| 103013     | 1999 XV103 | 7 dez 1999  | Socorro        | LINEAR                 | —         | MPC                           |
| 103014     | 1999 XD104 | 9 dez 1999  | Gekko          | T. Kagawa              | —         | MPC                           |
| 103015     | 1999 XF104 | 8 dez 1999  | Campo Catino   | Campo Catino Obs.      | —         | MPC                           |
| 103016     | 1999 XH105 | 8 dez 1999  | Ondřejov       | P. Pravec, P. Kušnirák | —         | MPC                           |
| 103017     | 1999 XR105 | 11 dez 1999 | Oaxaca         | J. M. Roe              | —         | MPC                           |
| 103018     | 1999 XW105 | 11 dez 1999 | Oizumi         | T. Kobayashi           | —         | MPC                           |
| 103019     | 1999 XG106 | 11 dez 1999 | Prescott       | P. G. Comba            | —         | MPC                           |
| 103020     | 1999 XP106 | 4 dez 1999  | Catalina       | CSS                    | —         | MPC                           |
| 103021     | 1999 XM109 | 4 dez 1999  | Catalina       | CSS                    | —         | MPC                           |
| 103022     | 1999 XU109 | 4 dez 1999  | Catalina       | CSS                    | —         | MPC                           |
| 103023     | 1999 XD110 | 4 dez 1999  | Catalina       | CSS                    | —         | MPC                           |
| 103024     | 1999 XG110 | 4 dez 1999  | Catalina       | CSS                    | —         | MPC                           |
| 103025     | 1999 XQ110 | 5 dez 1999  | Catalina       | CSS                    | —         | MPC                           |
| 103026     | 1999 XN111 | 8 dez 1999  | Catalina       | CSS                    | —         | MPC                           |
| 103027     | 1999 XS112 | 11 dez 1999 | Socorro        | LINEAR                 | —         | MPC                           |
| 103028     | 1999 XJ114 | 11 dez 1999 | Socorro        | LINEAR                 | —         | MPC                           |
| 103029     | 1999 XL114 | 11 dez 1999 | Socorro        | LINEAR                 | —         | MPC                           |
| 103030     | 1999 XH115 | 4 dez 1999  | Catalina       | CSS                    | —         | MPC                           |
| 103031     | 1999 XN115 | 4 dez 1999  | Catalina       | CSS                    | —         | MPC                           |
| 103032     | 1999 XJ116 | 5 dez 1999  | Catalina       | CSS                    | —         | MPC                           |
| 103033     | 1999 XP116 | 5 dez 1999  | Catalina       | CSS                    | —         | MPC                           |
| 103034     | 1999 XD117 | 5 dez 1999  | Catalina       | CSS                    | —         | MPC                           |
| 103035     | 1999 XY117 | 5 dez 1999  | Catalina       | CSS                    | —         | MPC                           |
| 103036     | 1999 XP118 | 5 dez 1999  | Catalina       | CSS                    | —         | MPC                           |
| 103037     | 1999 XK119 | 5 dez 1999  | Catalina       | CSS                    | —         | MPC                           |
| 103038     | 1999 XR119 | 5 dez 1999  | Catalina       | CSS                    | —         | MPC                           |
| 103039     | 1999 XB121 | 5 dez 1999  | Catalina       | CSS                    | —         | MPC                           |
| 103040     | 1999 XH121 | 5 dez 1999  | Catalina       | CSS                    | —         | MPC                           |
| 103041     | 1999 XN121 | 5 dez 1999  | Catalina       | CSS                    | —         | MPC                           |
| 103042     | 1999 XO122 | 7 dez 1999  | Catalina       | CSS                    | —         | MPC                           |
| 103043     | 1999 XP122 | 7 dez 1999  | Catalina       | CSS                    | —         | MPC                           |
| 103044     | 1999 XH123 | 7 dez 1999  | Catalina       | CSS                    | —         | MPC                           |
| 103045     | 1999 XH128 | 7 dez 1999  | Socorro        | LINEAR                 | —         | MPC                           |
| 103046     | 1999 XU128 | 12 dez 1999 | Socorro        | LINEAR                 | —         | MPC                           |
| 103047     | 1999 XV128 | 12 dez 1999 | Socorro        | LINEAR                 | —         | MPC                           |
| 103048     | 1999 XW128 | 12 dez 1999 | Socorro        | LINEAR                 | —         | MPC                           |
| 103049     | 1999 XF129 | 12 dez 1999 | Socorro        | LINEAR                 | —         | MPC                           |
| 103050     | 1999 XV129 | 12 dez 1999 | Socorro        | LINEAR                 | Phocaea   | MPC                           |
| 103051     | 1999 XD130 | 12 dez 1999 | Socorro        | LINEAR                 | —         | MPC                           |
| 103052     | 1999 XT131 | 12 dez 1999 | Socorro        | LINEAR                 | —         | MPC                           |
| 103053     | 1999 XH134 | 12 dez 1999 | Socorro        | LINEAR                 | —         | MPC                           |
| 103054     | 1999 XL134 | 12 dez 1999 | Socorro        | LINEAR                 | —         | MPC                           |
| 103055     | 1999 XR134 | 5 dez 1999  | Socorro        | LINEAR                 | —         | MPC                           |
| 103056     | 1999 XX134 | 5 dez 1999  | Socorro        | LINEAR                 | —         | MPC                           |
| 103057     | 1999 XN135 | 8 dez 1999  | Socorro        | LINEAR                 | —         | MPC                           |
| 103058     | 1999 XQ135 | 8 dez 1999  | Socorro        | LINEAR                 | —         | MPC                           |
| 103059     | 1999 XV136 | 14 dez 1999 | Fountain Hills | C. W. Juels            | —         | MPC                           |
| 103060     | 1999 XD137 | 5 dez 1999  | Anderson Mesa  | LONEOS                 | —         | MPC                           |
| 103061     | 1999 XZ138 | 5 dez 1999  | Kitt Peak      | Spacewatch             | —         | MPC                           |
| 103062     | 1999 XU139 | 2 dez 1999  | Kitt Peak      | Spacewatch             | —         | MPC                           |
| 103063     | 1999 XL140 | 2 dez 1999  | Kitt Peak      | Spacewatch             | —         | MPC                           |
| 103064     | 1999 XF141 | 3 dez 1999  | Kitt Peak      | Spacewatch             | —         | MPC                           |
| 103065     | 1999 XH141 | 4 dez 1999  | Kitt Peak      | Spacewatch             | —         | MPC                           |
| 103066     | 1999 XO141 | 15 dez 1999 | Kitt Peak      | Spacewatch             | —         | MPC                           |
| 103067     | 1999 XA143 | 14 dez 1999 | Socorro        | LINEAR                 | —         | MPC                           |
| 103068     | 1999 XD145 | 7 dez 1999  | Kitt Peak      | Spacewatch             | —         | MPC                           |
| 103069     | 1999 XN145 | 7 dez 1999  | Kitt Peak      | Spacewatch             | —         | MPC                           |
| 103070     | 1999 XC148 | 7 dez 1999  | Kitt Peak      | Spacewatch             | —         | MPC                           |
| 103071     | 1999 XU150 | 8 dez 1999  | Kitt Peak      | Spacewatch             | —         | MPC                           |
| 103072     | 1999 XJ151 | 13 dez 1999 | Anderson Mesa  | LONEOS                 | —         | MPC                           |
| 103073     | 1999 XO151 | 7 dez 1999  | Kitt Peak      | Spacewatch             | —         | MPC                           |
| 103074     | 1999 XZ151 | 7 dez 1999  | Kitt Peak      | Spacewatch             | —         | MPC                           |
| 103075     | 1999 XC152 | 8 dez 1999  | Kitt Peak      | Spacewatch             | —         | MPC                           |
| 103076     | 1999 XM152 | 13 dez 1999 | Anderson Mesa  | LONEOS                 | —         | MPC                           |
| 103077     | 1999 XA153 | 7 dez 1999  | Socorro        | LINEAR                 | —         | MPC                           |
| 103078     | 1999 XX153 | 8 dez 1999  | Socorro        | LINEAR                 | —         | MPC                           |
| 103079     | 1999 XS157 | 8 dez 1999  | Socorro        | LINEAR                 | —         | MPC                           |
| 103080     | 1999 XG158 | 8 dez 1999  | Socorro        | LINEAR                 | —         | MPC                           |
| 103081     | 1999 XQ158 | 8 dez 1999  | Socorro        | LINEAR                 | —         | MPC                           |
| 103082     | 1999 XO159 | 8 dez 1999  | Socorro        | LINEAR                 | —         | MPC                           |
| 103083     | 1999 XY159 | 8 dez 1999  | Socorro        | LINEAR                 | —         | MPC                           |
| 103084     | 1999 XO160 | 8 dez 1999  | Socorro        | LINEAR                 | —         | MPC                           |
| 103085     | 1999 XB161 | 12 dez 1999 | Socorro        | LINEAR                 | —         | MPC                           |
| 103086     | 1999 XZ161 | 13 dez 1999 | Socorro        | LINEAR                 | —         | MPC                           |
| 103087     | 1999 XW162 | 8 dez 1999  | Kitt Peak      | Spacewatch             | —         | MPC                           |
| 103088     | 1999 XD163 | 8 dez 1999  | Kitt Peak      | Spacewatch             | —         | MPC                           |
| 103089     | 1999 XL163 | 8 dez 1999  | Kitt Peak      | Spacewatch             | —         | MPC                           |
| 103090     | 1999 XO163 | 8 dez 1999  | Kitt Peak      | Spacewatch             | —         | MPC                           |
| 103091     | 1999 XJ164 | 8 dez 1999  | Socorro        | LINEAR                 | —         | MPC                           |
| 103092     | 1999 XU164 | 8 dez 1999  | Socorro        | LINEAR                 | —         | MPC                           |
| 103093     | 1999 XD166 | 10 dez 1999 | Socorro        | LINEAR                 | —         | MPC                           |
| 103094     | 1999 XA167 | 10 dez 1999 | Socorro        | LINEAR                 | —         | MPC                           |
| 103095     | 1999 XH167 | 10 dez 1999 | Socorro        | LINEAR                 | —         | MPC                           |
| 103096     | 1999 XM167 | 10 dez 1999 | Socorro        | LINEAR                 | —         | MPC                           |
| 103097     | 1999 XJ168 | 10 dez 1999 | Socorro        | LINEAR                 | —         | MPC                           |
| 103098     | 1999 XA173 | 10 dez 1999 | Socorro        | LINEAR                 | —         | MPC                           |
| 103099     | 1999 XL173 | 10 dez 1999 | Socorro        | LINEAR                 | —         | MPC                           |
| 103100     | 1999 XU173 | 10 dez 1999 | Socorro        | LINEAR                 | —         | MPC                           |

## 103101–103200
| Designação | Designação | Descoberta  | Descoberta    | Descobridor(es) | Categoria | Mais informações / Referência |
| Permanente | Provisória | Data        | Local         | Descobridor(es) | Categoria | Mais informações / Referência |
| ---------- | ---------- | ----------- | ------------- | --------------- | --------- | ----------------------------- |
| 103101     | 1999 XD174 | 10 dez 1999 | Socorro       | LINEAR          | —         | MPC                           |
| 103102     | 1999 XF174 | 10 dez 1999 | Socorro       | LINEAR          | —         | MPC                           |
| 103103     | 1999 XM174 | 10 dez 1999 | Socorro       | LINEAR          | —         | MPC                           |
| 103104     | 1999 XW174 | 10 dez 1999 | Socorro       | LINEAR          | —         | MPC                           |
| 103105     | 1999 XB175 | 10 dez 1999 | Socorro       | LINEAR          | —         | MPC                           |
| 103106     | 1999 XT176 | 10 dez 1999 | Socorro       | LINEAR          | —         | MPC                           |
| 103107     | 1999 XE177 | 10 dez 1999 | Socorro       | LINEAR          | —         | MPC                           |
| 103108     | 1999 XF177 | 10 dez 1999 | Socorro       | LINEAR          | —         | MPC                           |
| 103109     | 1999 XN177 | 10 dez 1999 | Socorro       | LINEAR          | —         | MPC                           |
| 103110     | 1999 XP177 | 10 dez 1999 | Socorro       | LINEAR          | —         | MPC                           |
| 103111     | 1999 XY177 | 10 dez 1999 | Socorro       | LINEAR          | —         | MPC                           |
| 103112     | 1999 XA178 | 10 dez 1999 | Socorro       | LINEAR          | —         | MPC                           |
| 103113     | 1999 XD178 | 10 dez 1999 | Socorro       | LINEAR          | —         | MPC                           |
| 103114     | 1999 XH178 | 10 dez 1999 | Socorro       | LINEAR          | —         | MPC                           |
| 103115     | 1999 XN180 | 10 dez 1999 | Socorro       | LINEAR          | —         | MPC                           |
| 103116     | 1999 XD181 | 12 dez 1999 | Socorro       | LINEAR          | —         | MPC                           |
| 103117     | 1999 XY181 | 12 dez 1999 | Socorro       | LINEAR          | —         | MPC                           |
| 103118     | 1999 XY182 | 12 dez 1999 | Socorro       | LINEAR          | —         | MPC                           |
| 103119     | 1999 XR184 | 12 dez 1999 | Socorro       | LINEAR          | —         | MPC                           |
| 103120     | 1999 XN185 | 12 dez 1999 | Socorro       | LINEAR          | —         | MPC                           |
| 103121     | 1999 XP188 | 12 dez 1999 | Socorro       | LINEAR          | Phocaea   | MPC                           |
| 103122     | 1999 XA189 | 12 dez 1999 | Socorro       | LINEAR          | Pallas    | MPC                           |
| 103123     | 1999 XG189 | 12 dez 1999 | Socorro       | LINEAR          | —         | MPC                           |
| 103124     | 1999 XD190 | 12 dez 1999 | Socorro       | LINEAR          | —         | MPC                           |
| 103125     | 1999 XQ191 | 12 dez 1999 | Socorro       | LINEAR          | —         | MPC                           |
| 103126     | 1999 XX191 | 12 dez 1999 | Socorro       | LINEAR          | —         | MPC                           |
| 103127     | 1999 XR194 | 12 dez 1999 | Socorro       | LINEAR          | —         | MPC                           |
| 103128     | 1999 XZ195 | 12 dez 1999 | Socorro       | LINEAR          | —         | MPC                           |
| 103129     | 1999 XA196 | 12 dez 1999 | Socorro       | LINEAR          | —         | MPC                           |
| 103130     | 1999 XR196 | 12 dez 1999 | Socorro       | LINEAR          | —         | MPC                           |
| 103131     | 1999 XK197 | 12 dez 1999 | Socorro       | LINEAR          | —         | MPC                           |
| 103132     | 1999 XY198 | 12 dez 1999 | Socorro       | LINEAR          | —         | MPC                           |
| 103133     | 1999 XX199 | 12 dez 1999 | Socorro       | LINEAR          | —         | MPC                           |
| 103134     | 1999 XE202 | 12 dez 1999 | Socorro       | LINEAR          | —         | MPC                           |
| 103135     | 1999 XL202 | 12 dez 1999 | Socorro       | LINEAR          | —         | MPC                           |
| 103136     | 1999 XF203 | 12 dez 1999 | Socorro       | LINEAR          | —         | MPC                           |
| 103137     | 1999 XN203 | 12 dez 1999 | Socorro       | LINEAR          | —         | MPC                           |
| 103138     | 1999 XP204 | 12 dez 1999 | Socorro       | LINEAR          | —         | MPC                           |
| 103139     | 1999 XS205 | 12 dez 1999 | Socorro       | LINEAR          | —         | MPC                           |
| 103140     | 1999 XB206 | 12 dez 1999 | Socorro       | LINEAR          | —         | MPC                           |
| 103141     | 1999 XF206 | 12 dez 1999 | Socorro       | LINEAR          | —         | MPC                           |
| 103142     | 1999 XM207 | 12 dez 1999 | Socorro       | LINEAR          | Phocaea   | MPC                           |
| 103143     | 1999 XY208 | 13 dez 1999 | Socorro       | LINEAR          | —         | MPC                           |
| 103144     | 1999 XY209 | 13 dez 1999 | Socorro       | LINEAR          | —         | MPC                           |
| 103145     | 1999 XQ210 | 13 dez 1999 | Socorro       | LINEAR          | —         | MPC                           |
| 103146     | 1999 XS210 | 13 dez 1999 | Socorro       | LINEAR          | —         | MPC                           |
| 103147     | 1999 XU212 | 14 dez 1999 | Socorro       | LINEAR          | —         | MPC                           |
| 103148     | 1999 XQ213 | 14 dez 1999 | Socorro       | LINEAR          | —         | MPC                           |
| 103149     | 1999 XC215 | 14 dez 1999 | Socorro       | LINEAR          | —         | MPC                           |
| 103150     | 1999 XP215 | 14 dez 1999 | Socorro       | LINEAR          | —         | MPC                           |
| 103151     | 1999 XR217 | 13 dez 1999 | Kitt Peak     | Spacewatch      | —         | MPC                           |
| 103152     | 1999 XR220 | 14 dez 1999 | Socorro       | LINEAR          | —         | MPC                           |
| 103153     | 1999 XT220 | 14 dez 1999 | Socorro       | LINEAR          | —         | MPC                           |
| 103154     | 1999 XZ221 | 15 dez 1999 | Socorro       | LINEAR          | Phocaea   | MPC                           |
| 103155     | 1999 XN222 | 15 dez 1999 | Socorro       | LINEAR          | —         | MPC                           |
| 103156     | 1999 XT222 | 15 dez 1999 | Socorro       | LINEAR          | —         | MPC                           |
| 103157     | 1999 XU223 | 13 dez 1999 | Kitt Peak     | Spacewatch      | —         | MPC                           |
| 103158     | 1999 XB224 | 13 dez 1999 | Kitt Peak     | Spacewatch      | —         | MPC                           |
| 103159     | 1999 XP224 | 13 dez 1999 | Kitt Peak     | Spacewatch      | —         | MPC                           |
| 103160     | 1999 XW224 | 13 dez 1999 | Kitt Peak     | Spacewatch      | —         | MPC                           |
| 103161     | 1999 XF225 | 13 dez 1999 | Kitt Peak     | Spacewatch      | —         | MPC                           |
| 103162     | 1999 XZ225 | 13 dez 1999 | Kitt Peak     | Spacewatch      | —         | MPC                           |
| 103163     | 1999 XR226 | 14 dez 1999 | Kitt Peak     | Spacewatch      | —         | MPC                           |
| 103164     | 1999 XX226 | 15 dez 1999 | Kitt Peak     | Spacewatch      | —         | MPC                           |
| 103165     | 1999 XN227 | 15 dez 1999 | Kitt Peak     | Spacewatch      | —         | MPC                           |
| 103166     | 1999 XT227 | 15 dez 1999 | Kitt Peak     | Spacewatch      | —         | MPC                           |
| 103167     | 1999 XS228 | 14 dez 1999 | Kitt Peak     | Spacewatch      | —         | MPC                           |
| 103168     | 1999 XW228 | 14 dez 1999 | Kitt Peak     | Spacewatch      | —         | MPC                           |
| 103169     | 1999 XR229 | 7 dez 1999  | Catalina      | CSS             | Phocaea   | MPC                           |
| 103170     | 1999 XL230 | 7 dez 1999  | Anderson Mesa | LONEOS          | —         | MPC                           |
| 103171     | 1999 XC231 | 7 dez 1999  | Catalina      | CSS             | —         | MPC                           |
| 103172     | 1999 XL231 | 8 dez 1999  | Catalina      | CSS             | —         | MPC                           |
| 103173     | 1999 XS233 | 4 dez 1999  | Anderson Mesa | LONEOS          | —         | MPC                           |
| 103174     | 1999 XK234 | 4 dez 1999  | Anderson Mesa | LONEOS          | Phocaea   | MPC                           |
| 103175     | 1999 XS234 | 3 dez 1999  | Anderson Mesa | LONEOS          | —         | MPC                           |
| 103176     | 1999 XT234 | 3 dez 1999  | Anderson Mesa | LONEOS          | —         | MPC                           |
| 103177     | 1999 XU234 | 3 dez 1999  | Anderson Mesa | LONEOS          | —         | MPC                           |
| 103178     | 1999 XL235 | 2 dez 1999  | Kitt Peak     | Spacewatch      | —         | MPC                           |
| 103179     | 1999 XO236 | 5 dez 1999  | Anderson Mesa | LONEOS          | Brangane  | MPC                           |
| 103180     | 1999 XF237 | 5 dez 1999  | Catalina      | CSS             | —         | MPC                           |
| 103181     | 1999 XR237 | 5 dez 1999  | Catalina      | CSS             | —         | MPC                           |
| 103182     | 1999 XJ238 | 2 dez 1999  | Kitt Peak     | Spacewatch      | —         | MPC                           |
| 103183     | 1999 XA239 | 6 dez 1999  | Kitt Peak     | Spacewatch      | —         | MPC                           |
| 103184     | 1999 XG239 | 6 dez 1999  | Socorro       | LINEAR          | —         | MPC                           |
| 103185     | 1999 XD242 | 13 dez 1999 | Catalina      | CSS             | —         | MPC                           |
| 103186     | 1999 XH242 | 13 dez 1999 | Anderson Mesa | LONEOS          | —         | MPC                           |
| 103187     | 1999 XS242 | 13 dez 1999 | Socorro       | LINEAR          | —         | MPC                           |
| 103188     | 1999 XT242 | 13 dez 1999 | Socorro       | LINEAR          | —         | MPC                           |
| 103189     | 1999 XV242 | 13 dez 1999 | Socorro       | LINEAR          | Phocaea   | MPC                           |
| 103190     | 1999 XD243 | 2 dez 1999  | Socorro       | LINEAR          | —         | MPC                           |
| 103191     | 1999 XE243 | 3 dez 1999  | Anderson Mesa | LONEOS          | —         | MPC                           |
| 103192     | 1999 XF243 | 5 dez 1999  | Anderson Mesa | LONEOS          | —         | MPC                           |
| 103193     | 1999 XG243 | 5 dez 1999  | Anderson Mesa | LONEOS          | —         | MPC                           |
| 103194     | 1999 XX243 | 5 dez 1999  | Anderson Mesa | LONEOS          | —         | MPC                           |
| 103195     | 1999 XZ243 | 5 dez 1999  | Anderson Mesa | LONEOS          | —         | MPC                           |
| 103196     | 1999 XA244 | 5 dez 1999  | Anderson Mesa | LONEOS          | —         | MPC                           |
| 103197     | 1999 XZ247 | 6 dez 1999  | Socorro       | LINEAR          | —         | MPC                           |
| 103198     | 1999 XT248 | 6 dez 1999  | Socorro       | LINEAR          | —         | MPC                           |
| 103199     | 1999 XE249 | 6 dez 1999  | Socorro       | LINEAR          | —         | MPC                           |
| 103200     | 1999 XL249 | 6 dez 1999  | Socorro       | LINEAR          | —         | MPC                           |

## 103201–103300
| Designação           | Designação | Descoberta  | Descoberta          | Descobridor(es)          | Categoria | Mais informações / Referência |
| Permanente           | Provisória | Data        | Local               | Descobridor(es)          | Categoria | Mais informações / Referência |
| -------------------- | ---------- | ----------- | ------------------- | ------------------------ | --------- | ----------------------------- |
| 103201               | 1999 XB250 | 6 dez 1999  | Socorro             | LINEAR                   | —         | MPC                           |
| 103202               | 1999 XW250 | 5 dez 1999  | Kitt Peak           | Spacewatch               | —         | MPC                           |
| 103203               | 1999 XM251 | 9 dez 1999  | Kitt Peak           | Spacewatch               | —         | MPC                           |
| 103204               | 1999 XN251 | 9 dez 1999  | Kitt Peak           | Spacewatch               | —         | MPC                           |
| 103205               | 1999 XJ252 | 9 dez 1999  | Kitt Peak           | Spacewatch               | —         | MPC                           |
| 103206               | 1999 XN252 | 12 dez 1999 | Kitt Peak           | Spacewatch               | —         | MPC                           |
| 103207               | 1999 XA253 | 12 dez 1999 | Kitt Peak           | Spacewatch               | —         | MPC                           |
| 103208               | 1999 XN254 | 12 dez 1999 | Kitt Peak           | Spacewatch               | —         | MPC                           |
| 103209               | 1999 XX256 | 7 dez 1999  | Catalina            | CSS                      | —         | MPC                           |
| 103210               | 1999 XK257 | 7 dez 1999  | Socorro             | LINEAR                   | —         | MPC                           |
| 103211               | 1999 XA258 | 8 dez 1999  | Kitt Peak           | Spacewatch               | —         | MPC                           |
| 103212               | 1999 XV258 | 6 dez 1999  | Socorro             | LINEAR                   | Eos       | MPC                           |
| 103213               | 1999 XL259 | 5 dez 1999  | Anderson Mesa       | LONEOS                   | —         | MPC                           |
| 103214               | 1999 XG260 | 8 dez 1999  | Socorro             | LINEAR                   | —         | MPC                           |
| 103215               | 1999 XZ260 | 8 dez 1999  | Socorro             | LINEAR                   | —         | MPC                           |
| 103216               | 1999 XT261 | 4 dez 1999  | Anderson Mesa       | LONEOS                   | —         | MPC                           |
| 103217               | 1999 YK1   | 17 dez 1999 | Socorro             | LINEAR                   | —         | MPC                           |
| 103218               | 1999 YV2   | 16 dez 1999 | Kitt Peak           | Spacewatch               | —         | MPC                           |
| 103219               | 1999 YX3   | 19 dez 1999 | Socorro             | LINEAR                   | —         | MPC                           |
| 103220 Kwongchuikuen | 1999 YQ4   | 28 dez 1999 | Rock Finder         | W. K. Y. Yeung           | —         | MPC                           |
| 103221               | 1999 YC5   | 29 dez 1999 | Baton Rouge         | W. R. Cooney Jr.         | —         | MPC                           |
| 103222               | 1999 YD5   | 29 dez 1999 | Baton Rouge         | W. R. Cooney Jr.         | —         | MPC                           |
| 103223               | 1999 YT6   | 30 dez 1999 | Socorro             | LINEAR                   | —         | MPC                           |
| 103224               | 1999 YP8   | 27 dez 1999 | Kitt Peak           | Spacewatch               | —         | MPC                           |
| 103225               | 1999 YQ8   | 27 dez 1999 | Kitt Peak           | Spacewatch               | —         | MPC                           |
| 103226               | 1999 YH9   | 31 dez 1999 | Višnjan Observatory | K. Korlević              | —         | MPC                           |
| 103227               | 1999 YR10  | 27 dez 1999 | Kitt Peak           | Spacewatch               | —         | MPC                           |
| 103228               | 1999 YT13  | 31 dez 1999 | Višnjan Observatory | K. Korlević              | —         | MPC                           |
| 103229               | 1999 YA14  | 27 dez 1999 | Kitt Peak           | Spacewatch               | —         | MPC                           |
| 103230               | 1999 YE15  | 31 dez 1999 | Kitt Peak           | Spacewatch               | —         | MPC                           |
| 103231               | 1999 YM15  | 31 dez 1999 | Kitt Peak           | Spacewatch               | —         | MPC                           |
| 103232               | 1999 YU16  | 31 dez 1999 | Kitt Peak           | Spacewatch               | —         | MPC                           |
| 103233               | 1999 YM17  | 31 dez 1999 | Kitt Peak           | Spacewatch               | —         | MPC                           |
| 103234               | 1999 YY19  | 30 dez 1999 | Mauna Kea           | C. Veillet               | —         | MPC                           |
| 103235               | 1999 YM22  | 30 dez 1999 | Socorro             | LINEAR                   | —         | MPC                           |
| 103236               | 1999 YV24  | 27 dez 1999 | Kitt Peak           | Spacewatch               | —         | MPC                           |
| 103237               | 1999 YO26  | 30 dez 1999 | Socorro             | LINEAR                   | —         | MPC                           |
| 103238               | 1999 YA28  | 17 dez 1999 | Socorro             | LINEAR                   | —         | MPC                           |
| 103239               | 2000 AS    | 2 jan 2000  | Kitt Peak           | Spacewatch               | —         | MPC                           |
| 103240               | 2000 AC1   | 2 jan 2000  | Kitt Peak           | Spacewatch               | —         | MPC                           |
| 103241               | 2000 AK2   | 3 jan 2000  | Oizumi              | T. Kobayashi             | —         | MPC                           |
| 103242               | 2000 AL3   | 2 jan 2000  | Socorro             | LINEAR                   | —         | MPC                           |
| 103243               | 2000 AV3   | 3 jan 2000  | Socorro             | LINEAR                   | —         | MPC                           |
| 103244               | 2000 AK4   | 3 jan 2000  | Kitt Peak           | Spacewatch               | —         | MPC                           |
| 103245               | 2000 AN4   | 3 jan 2000  | Kitt Peak           | Spacewatch               | —         | MPC                           |
| 103246               | 2000 AQ4   | 3 jan 2000  | Farra d'Isonzo      | Farra d'Isonzo           | —         | MPC                           |
| 103247               | 2000 AS4   | 3 jan 2000  | Višnjan Observatory | K. Korlević              | —         | MPC                           |
| 103248               | 2000 AZ4   | 2 jan 2000  | San Marcello        | A. Boattini, M. Tombelli | —         | MPC                           |
| 103249               | 2000 AA5   | 3 jan 2000  | San Marcello        | A. Boattini, G. Forti    | —         | MPC                           |
| 103250               | 2000 AY6   | 2 jan 2000  | Socorro             | LINEAR                   | —         | MPC                           |
| 103251               | 2000 AN7   | 2 jan 2000  | Socorro             | LINEAR                   | —         | MPC                           |
| 103252               | 2000 AG9   | 2 jan 2000  | Socorro             | LINEAR                   | —         | MPC                           |
| 103253               | 2000 AC13  | 3 jan 2000  | Socorro             | LINEAR                   | —         | MPC                           |
| 103254               | 2000 AX13  | 3 jan 2000  | Socorro             | LINEAR                   | —         | MPC                           |
| 103255               | 2000 AD14  | 3 jan 2000  | Socorro             | LINEAR                   | —         | MPC                           |
| 103256               | 2000 AY14  | 3 jan 2000  | Socorro             | LINEAR                   | —         | MPC                           |
| 103257               | 2000 AG19  | 3 jan 2000  | Socorro             | LINEAR                   | —         | MPC                           |
| 103258               | 2000 AH20  | 3 jan 2000  | Socorro             | LINEAR                   | —         | MPC                           |
| 103259               | 2000 AZ20  | 3 jan 2000  | Socorro             | LINEAR                   | Eos       | MPC                           |
| 103260               | 2000 AF22  | 3 jan 2000  | Socorro             | LINEAR                   | —         | MPC                           |
| 103261               | 2000 AJ23  | 3 jan 2000  | Socorro             | LINEAR                   | —         | MPC                           |
| 103262               | 2000 AM24  | 3 jan 2000  | Socorro             | LINEAR                   | —         | MPC                           |
| 103263               | 2000 AB25  | 3 jan 2000  | Socorro             | LINEAR                   | —         | MPC                           |
| 103264               | 2000 AQ25  | 3 jan 2000  | Socorro             | LINEAR                   | —         | MPC                           |
| 103265               | 2000 AY25  | 3 jan 2000  | Socorro             | LINEAR                   | —         | MPC                           |
| 103266               | 2000 AT26  | 3 jan 2000  | Socorro             | LINEAR                   | —         | MPC                           |
| 103267               | 2000 AK27  | 3 jan 2000  | Socorro             | LINEAR                   | Eos       | MPC                           |
| 103268               | 2000 AV27  | 3 jan 2000  | Socorro             | LINEAR                   | —         | MPC                           |
| 103269               | 2000 AG28  | 3 jan 2000  | Socorro             | LINEAR                   | —         | MPC                           |
| 103270               | 2000 AJ30  | 3 jan 2000  | Socorro             | LINEAR                   | —         | MPC                           |
| 103271               | 2000 AR30  | 3 jan 2000  | Socorro             | LINEAR                   | —         | MPC                           |
| 103272               | 2000 AX30  | 3 jan 2000  | Socorro             | LINEAR                   | —         | MPC                           |
| 103273               | 2000 AQ32  | 3 jan 2000  | Socorro             | LINEAR                   | —         | MPC                           |
| 103274               | 2000 AF33  | 3 jan 2000  | Socorro             | LINEAR                   | —         | MPC                           |
| 103275               | 2000 AM33  | 3 jan 2000  | Socorro             | LINEAR                   | —         | MPC                           |
| 103276               | 2000 AT33  | 5 jan 2000  | Socorro             | LINEAR                   | —         | MPC                           |
| 103277               | 2000 AU33  | 3 jan 2000  | Socorro             | LINEAR                   | Eos       | MPC                           |
| 103278               | 2000 AG34  | 3 jan 2000  | Socorro             | LINEAR                   | —         | MPC                           |
| 103279               | 2000 AD35  | 3 jan 2000  | Socorro             | LINEAR                   | —         | MPC                           |
| 103280               | 2000 AV36  | 3 jan 2000  | Socorro             | LINEAR                   | —         | MPC                           |
| 103281               | 2000 AY36  | 3 jan 2000  | Socorro             | LINEAR                   | —         | MPC                           |
| 103282               | 2000 AX37  | 3 jan 2000  | Socorro             | LINEAR                   | Eos       | MPC                           |
| 103283               | 2000 AZ38  | 3 jan 2000  | Socorro             | LINEAR                   | —         | MPC                           |
| 103284               | 2000 AL39  | 3 jan 2000  | Socorro             | LINEAR                   | —         | MPC                           |
| 103285               | 2000 AF40  | 3 jan 2000  | Socorro             | LINEAR                   | —         | MPC                           |
| 103286               | 2000 AV40  | 3 jan 2000  | Socorro             | LINEAR                   | —         | MPC                           |
| 103287               | 2000 AD41  | 3 jan 2000  | Socorro             | LINEAR                   | —         | MPC                           |
| 103288               | 2000 AA42  | 3 jan 2000  | Socorro             | LINEAR                   | —         | MPC                           |
| 103289               | 2000 AF42  | 2 jan 2000  | Gnosca              | S. Sposetti              | —         | MPC                           |
| 103290               | 2000 AN43  | 5 jan 2000  | Črni Vrh            | Črni Vrh                 | —         | MPC                           |
| 103291               | 2000 AL44  | 5 jan 2000  | Kitt Peak           | Spacewatch               | —         | MPC                           |
| 103292               | 2000 AD45  | 5 jan 2000  | Kitt Peak           | Spacewatch               | —         | MPC                           |
| 103293               | 2000 AN45  | 3 jan 2000  | Socorro             | LINEAR                   | —         | MPC                           |
| 103294               | 2000 AS45  | 3 jan 2000  | Socorro             | LINEAR                   | Pallas    | MPC                           |
| 103295               | 2000 AA46  | 3 jan 2000  | Socorro             | LINEAR                   | —         | MPC                           |
| 103296               | 2000 AY46  | 4 jan 2000  | Socorro             | LINEAR                   | —         | MPC                           |
| 103297               | 2000 AC47  | 4 jan 2000  | Socorro             | LINEAR                   | —         | MPC                           |
| 103298               | 2000 AU47  | 4 jan 2000  | Socorro             | LINEAR                   | —         | MPC                           |
| 103299               | 2000 AV47  | 4 jan 2000  | Socorro             | LINEAR                   | —         | MPC                           |
| 103300               | 2000 AX47  | 4 jan 2000  | Socorro             | LINEAR                   | —         | MPC                           |

## 103301–103400
| Designação | Designação | Descoberta | Descoberta          | Descobridor(es) | Categoria | Mais informações / Referência |
| Permanente | Provisória | Data       | Local               | Descobridor(es) | Categoria | Mais informações / Referência |
| ---------- | ---------- | ---------- | ------------------- | --------------- | --------- | ----------------------------- |
| 103301     | 2000 AL49  | 5 jan 2000 | Socorro             | LINEAR          | —         | MPC                           |
| 103302     | 2000 AF50  | 5 jan 2000 | Višnjan Observatory | K. Korlević     | —         | MPC                           |
| 103303     | 2000 AM50  | 6 jan 2000 | Višnjan Observatory | K. Korlević     | —         | MPC                           |
| 103304     | 2000 AF53  | 4 jan 2000 | Socorro             | LINEAR          | —         | MPC                           |
| 103305     | 2000 AO53  | 4 jan 2000 | Socorro             | LINEAR          | —         | MPC                           |
| 103306     | 2000 AU53  | 4 jan 2000 | Socorro             | LINEAR          | —         | MPC                           |
| 103307     | 2000 AM54  | 4 jan 2000 | Socorro             | LINEAR          | —         | MPC                           |
| 103308     | 2000 AH55  | 4 jan 2000 | Socorro             | LINEAR          | —         | MPC                           |
| 103309     | 2000 AR55  | 4 jan 2000 | Socorro             | LINEAR          | —         | MPC                           |
| 103310     | 2000 AA56  | 4 jan 2000 | Socorro             | LINEAR          | —         | MPC                           |
| 103311     | 2000 AH56  | 4 jan 2000 | Socorro             | LINEAR          | —         | MPC                           |
| 103312     | 2000 AL56  | 4 jan 2000 | Socorro             | LINEAR          | —         | MPC                           |
| 103313     | 2000 AP56  | 4 jan 2000 | Socorro             | LINEAR          | —         | MPC                           |
| 103314     | 2000 AY56  | 4 jan 2000 | Socorro             | LINEAR          | —         | MPC                           |
| 103315     | 2000 AV59  | 4 jan 2000 | Socorro             | LINEAR          | Phocaea   | MPC                           |
| 103316     | 2000 AD60  | 4 jan 2000 | Socorro             | LINEAR          | —         | MPC                           |
| 103317     | 2000 AK60  | 4 jan 2000 | Socorro             | LINEAR          | —         | MPC                           |
| 103318     | 2000 AS60  | 4 jan 2000 | Socorro             | LINEAR          | —         | MPC                           |
| 103319     | 2000 AZ62  | 4 jan 2000 | Socorro             | LINEAR          | —         | MPC                           |
| 103320     | 2000 AN64  | 4 jan 2000 | Socorro             | LINEAR          | —         | MPC                           |
| 103321     | 2000 AX65  | 4 jan 2000 | Socorro             | LINEAR          | —         | MPC                           |
| 103322     | 2000 AH66  | 4 jan 2000 | Socorro             | LINEAR          | —         | MPC                           |
| 103323     | 2000 AA67  | 4 jan 2000 | Socorro             | LINEAR          | —         | MPC                           |
| 103324     | 2000 AB67  | 4 jan 2000 | Socorro             | LINEAR          | —         | MPC                           |
| 103325     | 2000 AC67  | 4 jan 2000 | Socorro             | LINEAR          | —         | MPC                           |
| 103326     | 2000 AD67  | 4 jan 2000 | Socorro             | LINEAR          | —         | MPC                           |
| 103327     | 2000 AQ68  | 5 jan 2000 | Socorro             | LINEAR          | Pallas    | MPC                           |
| 103328     | 2000 AC69  | 5 jan 2000 | Socorro             | LINEAR          | —         | MPC                           |
| 103329     | 2000 AN69  | 5 jan 2000 | Socorro             | LINEAR          | —         | MPC                           |
| 103330     | 2000 AX69  | 5 jan 2000 | Socorro             | LINEAR          | —         | MPC                           |
| 103331     | 2000 AY69  | 5 jan 2000 | Socorro             | LINEAR          | —         | MPC                           |
| 103332     | 2000 AZ69  | 5 jan 2000 | Socorro             | LINEAR          | —         | MPC                           |
| 103333     | 2000 AN70  | 5 jan 2000 | Socorro             | LINEAR          | —         | MPC                           |
| 103334     | 2000 AZ72  | 5 jan 2000 | Socorro             | LINEAR          | —         | MPC                           |
| 103335     | 2000 AF75  | 5 jan 2000 | Socorro             | LINEAR          | —         | MPC                           |
| 103336     | 2000 AH77  | 5 jan 2000 | Socorro             | LINEAR          | —         | MPC                           |
| 103337     | 2000 AG78  | 5 jan 2000 | Socorro             | LINEAR          | —         | MPC                           |
| 103338     | 2000 AN78  | 5 jan 2000 | Socorro             | LINEAR          | —         | MPC                           |
| 103339     | 2000 AV79  | 5 jan 2000 | Socorro             | LINEAR          | —         | MPC                           |
| 103340     | 2000 AW81  | 5 jan 2000 | Socorro             | LINEAR          | —         | MPC                           |
| 103341     | 2000 AG82  | 5 jan 2000 | Socorro             | LINEAR          | —         | MPC                           |
| 103342     | 2000 AX83  | 5 jan 2000 | Socorro             | LINEAR          | —         | MPC                           |
| 103343     | 2000 AX84  | 5 jan 2000 | Socorro             | LINEAR          | —         | MPC                           |
| 103344     | 2000 AC85  | 5 jan 2000 | Socorro             | LINEAR          | —         | MPC                           |
| 103345     | 2000 AU85  | 5 jan 2000 | Socorro             | LINEAR          | —         | MPC                           |
| 103346     | 2000 AD86  | 5 jan 2000 | Socorro             | LINEAR          | —         | MPC                           |
| 103347     | 2000 AK86  | 5 jan 2000 | Socorro             | LINEAR          | —         | MPC                           |
| 103348     | 2000 AL86  | 5 jan 2000 | Socorro             | LINEAR          | —         | MPC                           |
| 103349     | 2000 AN87  | 5 jan 2000 | Socorro             | LINEAR          | Brangane  | MPC                           |
| 103350     | 2000 AV88  | 5 jan 2000 | Socorro             | LINEAR          | —         | MPC                           |
| 103351     | 2000 AS89  | 5 jan 2000 | Socorro             | LINEAR          | —         | MPC                           |
| 103352     | 2000 AO90  | 5 jan 2000 | Socorro             | LINEAR          | —         | MPC                           |
| 103353     | 2000 AP90  | 5 jan 2000 | Socorro             | LINEAR          | —         | MPC                           |
| 103354     | 2000 AV90  | 5 jan 2000 | Socorro             | LINEAR          | —         | MPC                           |
| 103355     | 2000 AY90  | 5 jan 2000 | Socorro             | LINEAR          | —         | MPC                           |
| 103356     | 2000 AJ92  | 5 jan 2000 | Socorro             | LINEAR          | —         | MPC                           |
| 103357     | 2000 AM92  | 2 jan 2000 | Socorro             | LINEAR          | —         | MPC                           |
| 103358     | 2000 AE93  | 4 jan 2000 | Socorro             | LINEAR          | —         | MPC                           |
| 103359     | 2000 AH93  | 4 jan 2000 | Socorro             | LINEAR          | —         | MPC                           |
| 103360     | 2000 AS94  | 4 jan 2000 | Socorro             | LINEAR          | —         | MPC                           |
| 103361     | 2000 AR95  | 4 jan 2000 | Socorro             | LINEAR          | —         | MPC                           |
| 103362     | 2000 AV95  | 4 jan 2000 | Socorro             | LINEAR          | —         | MPC                           |
| 103363     | 2000 AL100 | 5 jan 2000 | Socorro             | LINEAR          | —         | MPC                           |
| 103364     | 2000 AP102 | 5 jan 2000 | Socorro             | LINEAR          | —         | MPC                           |
| 103365     | 2000 AZ103 | 5 jan 2000 | Socorro             | LINEAR          | —         | MPC                           |
| 103366     | 2000 AQ104 | 5 jan 2000 | Socorro             | LINEAR          | —         | MPC                           |
| 103367     | 2000 AZ105 | 5 jan 2000 | Socorro             | LINEAR          | —         | MPC                           |
| 103368     | 2000 AF107 | 5 jan 2000 | Socorro             | LINEAR          | —         | MPC                           |
| 103369     | 2000 AN109 | 5 jan 2000 | Socorro             | LINEAR          | Eos       | MPC                           |
| 103370     | 2000 AH111 | 5 jan 2000 | Socorro             | LINEAR          | —         | MPC                           |
| 103371     | 2000 AO113 | 5 jan 2000 | Socorro             | LINEAR          | —         | MPC                           |
| 103372     | 2000 AS113 | 5 jan 2000 | Socorro             | LINEAR          | —         | MPC                           |
| 103373     | 2000 AM114 | 5 jan 2000 | Socorro             | LINEAR          | —         | MPC                           |
| 103374     | 2000 AQ114 | 5 jan 2000 | Socorro             | LINEAR          | —         | MPC                           |
| 103375     | 2000 AT114 | 5 jan 2000 | Socorro             | LINEAR          | —         | MPC                           |
| 103376     | 2000 AX118 | 5 jan 2000 | Socorro             | LINEAR          | —         | MPC                           |
| 103377     | 2000 AG119 | 5 jan 2000 | Socorro             | LINEAR          | —         | MPC                           |
| 103378     | 2000 AM119 | 5 jan 2000 | Socorro             | LINEAR          | —         | MPC                           |
| 103379     | 2000 AH120 | 5 jan 2000 | Socorro             | LINEAR          | —         | MPC                           |
| 103380     | 2000 AN120 | 5 jan 2000 | Socorro             | LINEAR          | —         | MPC                           |
| 103381     | 2000 AP120 | 5 jan 2000 | Socorro             | LINEAR          | —         | MPC                           |
| 103382     | 2000 AC121 | 5 jan 2000 | Socorro             | LINEAR          | —         | MPC                           |
| 103383     | 2000 AF121 | 5 jan 2000 | Socorro             | LINEAR          | —         | MPC                           |
| 103384     | 2000 AG121 | 5 jan 2000 | Socorro             | LINEAR          | —         | MPC                           |
| 103385     | 2000 AU121 | 5 jan 2000 | Socorro             | LINEAR          | —         | MPC                           |
| 103386     | 2000 AK122 | 5 jan 2000 | Socorro             | LINEAR          | —         | MPC                           |
| 103387     | 2000 AS123 | 5 jan 2000 | Socorro             | LINEAR          | —         | MPC                           |
| 103388     | 2000 AX123 | 5 jan 2000 | Socorro             | LINEAR          | —         | MPC                           |
| 103389     | 2000 AN124 | 5 jan 2000 | Socorro             | LINEAR          | —         | MPC                           |
| 103390     | 2000 AL125 | 5 jan 2000 | Socorro             | LINEAR          | —         | MPC                           |
| 103391     | 2000 AZ125 | 5 jan 2000 | Socorro             | LINEAR          | —         | MPC                           |
| 103392     | 2000 AC127 | 5 jan 2000 | Socorro             | LINEAR          | —         | MPC                           |
| 103393     | 2000 AF127 | 5 jan 2000 | Socorro             | LINEAR          | —         | MPC                           |
| 103394     | 2000 AO127 | 5 jan 2000 | Socorro             | LINEAR          | —         | MPC                           |
| 103395     | 2000 AX127 | 5 jan 2000 | Socorro             | LINEAR          | —         | MPC                           |
| 103396     | 2000 AC129 | 5 jan 2000 | Socorro             | LINEAR          | —         | MPC                           |
| 103397     | 2000 AJ129 | 5 jan 2000 | Socorro             | LINEAR          | —         | MPC                           |
| 103398     | 2000 AS129 | 5 jan 2000 | Socorro             | LINEAR          | —         | MPC                           |
| 103399     | 2000 AM130 | 5 jan 2000 | Socorro             | LINEAR          | —         | MPC                           |
| 103400     | 2000 AO130 | 5 jan 2000 | Socorro             | LINEAR          | —         | MPC                           |

## 103401–103500
| Designação            | Designação | Descoberta  | Descoberta    | Descobridor(es)         | Categoria | Mais informações / Referência |
| Permanente            | Provisória | Data        | Local         | Descobridor(es)         | Categoria | Mais informações / Referência |
| --------------------- | ---------- | ----------- | ------------- | ----------------------- | --------- | ----------------------------- |
| 103401                | 2000 AW130 | 6 jan 2000  | Socorro       | LINEAR                  | —         | MPC                           |
| 103402                | 2000 AA132 | 3 jan 2000  | Socorro       | LINEAR                  | —         | MPC                           |
| 103403                | 2000 AG132 | 3 jan 2000  | Socorro       | LINEAR                  | —         | MPC                           |
| 103404                | 2000 AJ134 | 4 jan 2000  | Socorro       | LINEAR                  | —         | MPC                           |
| 103405                | 2000 AM134 | 4 jan 2000  | Socorro       | LINEAR                  | Mitidika  | MPC                           |
| 103406                | 2000 AX135 | 4 jan 2000  | Socorro       | LINEAR                  | —         | MPC                           |
| 103407                | 2000 AC136 | 4 jan 2000  | Socorro       | LINEAR                  | —         | MPC                           |
| 103408                | 2000 AK140 | 5 jan 2000  | Socorro       | LINEAR                  | —         | MPC                           |
| 103409                | 2000 AP140 | 5 jan 2000  | Socorro       | LINEAR                  | —         | MPC                           |
| 103410                | 2000 AR140 | 5 jan 2000  | Socorro       | LINEAR                  | —         | MPC                           |
| 103411                | 2000 AR141 | 5 jan 2000  | Socorro       | LINEAR                  | —         | MPC                           |
| 103412                | 2000 AS142 | 5 jan 2000  | Socorro       | LINEAR                  | Phocaea   | MPC                           |
| 103413                | 2000 AL143 | 5 jan 2000  | Socorro       | LINEAR                  | —         | MPC                           |
| 103414                | 2000 AX144 | 5 jan 2000  | Socorro       | LINEAR                  | —         | MPC                           |
| 103415                | 2000 AF146 | 7 jan 2000  | Socorro       | LINEAR                  | —         | MPC                           |
| 103416                | 2000 AM148 | 7 jan 2000  | Socorro       | LINEAR                  | —         | MPC                           |
| 103417                | 2000 AL150 | 7 jan 2000  | Socorro       | LINEAR                  | —         | MPC                           |
| 103418                | 2000 AM150 | 7 jan 2000  | Socorro       | LINEAR                  | —         | MPC                           |
| 103419                | 2000 AS150 | 8 jan 2000  | Socorro       | LINEAR                  | —         | MPC                           |
| 103420                | 2000 AX150 | 8 jan 2000  | Socorro       | LINEAR                  | —         | MPC                           |
| 103421 Laurmatt       | 2000 AD151 | 6 jan 2000  | San Marcello  | L. Tesi, G. Forti       | —         | MPC                           |
| 103422 Laurisirén     | 2000 AG153 | 9 jan 2000  | Nyrolä        | A. Oksanen, M. Moilanen | —         | MPC                           |
| 103423                | 2000 AM153 | 11 jan 2000 | Prescott      | P. G. Comba             | —         | MPC                           |
| 103424                | 2000 AY155 | 3 jan 2000  | Socorro       | LINEAR                  | —         | MPC                           |
| 103425                | 2000 AX157 | 3 jan 2000  | Socorro       | LINEAR                  | —         | MPC                           |
| 103426                | 2000 AC158 | 3 jan 2000  | Socorro       | LINEAR                  | —         | MPC                           |
| 103427                | 2000 AJ158 | 3 jan 2000  | Socorro       | LINEAR                  | —         | MPC                           |
| 103428                | 2000 AN158 | 3 jan 2000  | Socorro       | LINEAR                  | —         | MPC                           |
| 103429                | 2000 AJ159 | 3 jan 2000  | Socorro       | LINEAR                  | —         | MPC                           |
| 103430                | 2000 AT159 | 3 jan 2000  | Socorro       | LINEAR                  | —         | MPC                           |
| 103431                | 2000 AY159 | 3 jan 2000  | Socorro       | LINEAR                  | —         | MPC                           |
| 103432                | 2000 AX160 | 3 jan 2000  | Socorro       | LINEAR                  | —         | MPC                           |
| 103433                | 2000 AY165 | 8 jan 2000  | Socorro       | LINEAR                  | —         | MPC                           |
| 103434                | 2000 AQ171 | 7 jan 2000  | Socorro       | LINEAR                  | —         | MPC                           |
| 103435                | 2000 AO176 | 7 jan 2000  | Socorro       | LINEAR                  | —         | MPC                           |
| 103436                | 2000 AE179 | 7 jan 2000  | Socorro       | LINEAR                  | —         | MPC                           |
| 103437                | 2000 AJ181 | 7 jan 2000  | Socorro       | LINEAR                  | —         | MPC                           |
| 103438                | 2000 AT182 | 7 jan 2000  | Socorro       | LINEAR                  | —         | MPC                           |
| 103439                | 2000 AK184 | 7 jan 2000  | Socorro       | LINEAR                  | —         | MPC                           |
| 103440                | 2000 AC187 | 8 jan 2000  | Socorro       | LINEAR                  | —         | MPC                           |
| 103441                | 2000 AN187 | 8 jan 2000  | Socorro       | LINEAR                  | Phocaea   | MPC                           |
| 103442                | 2000 AO187 | 8 jan 2000  | Socorro       | LINEAR                  | —         | MPC                           |
| 103443                | 2000 AP188 | 8 jan 2000  | Socorro       | LINEAR                  | —         | MPC                           |
| 103444                | 2000 AD189 | 8 jan 2000  | Socorro       | LINEAR                  | —         | MPC                           |
| 103445                | 2000 AJ190 | 8 jan 2000  | Socorro       | LINEAR                  | Phocaea   | MPC                           |
| 103446                | 2000 AS190 | 8 jan 2000  | Socorro       | LINEAR                  | —         | MPC                           |
| 103447                | 2000 AD191 | 8 jan 2000  | Socorro       | LINEAR                  | —         | MPC                           |
| 103448                | 2000 AL192 | 8 jan 2000  | Socorro       | LINEAR                  | —         | MPC                           |
| 103449                | 2000 AM192 | 8 jan 2000  | Socorro       | LINEAR                  | —         | MPC                           |
| 103450                | 2000 AJ193 | 8 jan 2000  | Socorro       | LINEAR                  | Meliboea  | MPC                           |
| 103451                | 2000 AM193 | 8 jan 2000  | Socorro       | LINEAR                  | —         | MPC                           |
| 103452                | 2000 AY193 | 8 jan 2000  | Socorro       | LINEAR                  | —         | MPC                           |
| 103453                | 2000 AU194 | 8 jan 2000  | Socorro       | LINEAR                  | —         | MPC                           |
| 103454                | 2000 AE196 | 8 jan 2000  | Socorro       | LINEAR                  | —         | MPC                           |
| 103455                | 2000 AJ196 | 8 jan 2000  | Socorro       | LINEAR                  | Themis    | MPC                           |
| 103456                | 2000 AN196 | 8 jan 2000  | Socorro       | LINEAR                  | —         | MPC                           |
| 103457                | 2000 AO196 | 8 jan 2000  | Socorro       | LINEAR                  | —         | MPC                           |
| 103458                | 2000 AA199 | 8 jan 2000  | Socorro       | LINEAR                  | —         | MPC                           |
| 103459                | 2000 AB201 | 9 jan 2000  | Socorro       | LINEAR                  | —         | MPC                           |
| 103460 Dieterherrmann | 2000 AC204 | 11 jan 2000 | Drebach       | G. Lehmann, J. Kandler  | —         | MPC                           |
| 103461                | 2000 AX205 | 14 jan 2000 | Farpoint      | Farpoint Obs.           | —         | MPC                           |
| 103462                | 2000 AQ206 | 3 jan 2000  | Kitt Peak     | Spacewatch              | —         | MPC                           |
| 103463                | 2000 AF207 | 3 jan 2000  | Kitt Peak     | Spacewatch              | —         | MPC                           |
| 103464                | 2000 AG207 | 3 jan 2000  | Kitt Peak     | Spacewatch              | —         | MPC                           |
| 103465                | 2000 AB208 | 4 jan 2000  | Kitt Peak     | Spacewatch              | —         | MPC                           |
| 103466                | 2000 AC209 | 4 jan 2000  | Kitt Peak     | Spacewatch              | —         | MPC                           |
| 103467                | 2000 AD209 | 4 jan 2000  | Kitt Peak     | Spacewatch              | —         | MPC                           |
| 103468                | 2000 AX209 | 5 jan 2000  | Kitt Peak     | Spacewatch              | Mitidika  | MPC                           |
| 103469                | 2000 AK211 | 5 jan 2000  | Kitt Peak     | Spacewatch              | —         | MPC                           |
| 103470                | 2000 AA212 | 5 jan 2000  | Kitt Peak     | Spacewatch              | —         | MPC                           |
| 103471                | 2000 AF212 | 5 jan 2000  | Kitt Peak     | Spacewatch              | —         | MPC                           |
| 103472                | 2000 AM212 | 5 jan 2000  | Kitt Peak     | Spacewatch              | —         | MPC                           |
| 103473                | 2000 AU212 | 6 jan 2000  | Kitt Peak     | Spacewatch              | —         | MPC                           |
| 103474                | 2000 AN213 | 6 jan 2000  | Kitt Peak     | Spacewatch              | —         | MPC                           |
| 103475                | 2000 AY214 | 7 jan 2000  | Kitt Peak     | Spacewatch              | —         | MPC                           |
| 103476                | 2000 AH215 | 7 jan 2000  | Kitt Peak     | Spacewatch              | —         | MPC                           |
| 103477                | 2000 AA219 | 8 jan 2000  | Kitt Peak     | Spacewatch              | —         | MPC                           |
| 103478                | 2000 AD219 | 8 jan 2000  | Kitt Peak     | Spacewatch              | —         | MPC                           |
| 103479                | 2000 AE223 | 9 jan 2000  | Kitt Peak     | Spacewatch              | —         | MPC                           |
| 103480                | 2000 AS223 | 9 jan 2000  | Kitt Peak     | Spacewatch              | —         | MPC                           |
| 103481                | 2000 AP224 | 11 jan 2000 | Kitt Peak     | Spacewatch              | —         | MPC                           |
| 103482                | 2000 AB227 | 10 jan 2000 | Kitt Peak     | Spacewatch              | —         | MPC                           |
| 103483                | 2000 AJ227 | 10 jan 2000 | Kitt Peak     | Spacewatch              | —         | MPC                           |
| 103484                | 2000 AR227 | 10 jan 2000 | Kitt Peak     | Spacewatch              | —         | MPC                           |
| 103485                | 2000 AR231 | 4 jan 2000  | Socorro       | LINEAR                  | Phocaea   | MPC                           |
| 103486                | 2000 AV231 | 4 jan 2000  | Socorro       | LINEAR                  | —         | MPC                           |
| 103487                | 2000 AC232 | 4 jan 2000  | Socorro       | LINEAR                  | —         | MPC                           |
| 103488                | 2000 AK232 | 4 jan 2000  | Socorro       | LINEAR                  | —         | MPC                           |
| 103489                | 2000 AO232 | 4 jan 2000  | Socorro       | LINEAR                  | —         | MPC                           |
| 103490                | 2000 AA235 | 5 jan 2000  | Socorro       | LINEAR                  | —         | MPC                           |
| 103491                | 2000 AG236 | 5 jan 2000  | Anderson Mesa | LONEOS                  | —         | MPC                           |
| 103492                | 2000 AK236 | 5 jan 2000  | Kitt Peak     | Spacewatch              | —         | MPC                           |
| 103493                | 2000 AN237 | 5 jan 2000  | Anderson Mesa | LONEOS                  | —         | MPC                           |
| 103494                | 2000 AB239 | 6 jan 2000  | Socorro       | LINEAR                  | Themis    | MPC                           |
| 103495                | 2000 AJ239 | 6 jan 2000  | Socorro       | LINEAR                  | —         | MPC                           |
| 103496                | 2000 AR239 | 6 jan 2000  | Socorro       | LINEAR                  | —         | MPC                           |
| 103497                | 2000 AX240 | 7 jan 2000  | Anderson Mesa | LONEOS                  | —         | MPC                           |
| 103498                | 2000 AW243 | 7 jan 2000  | Socorro       | LINEAR                  | —         | MPC                           |
| 103499                | 2000 AO244 | 8 jan 2000  | Socorro       | LINEAR                  | Phocaea   | MPC                           |
| 103500                | 2000 AE245 | 9 jan 2000  | Socorro       | LINEAR                  | —         | MPC                           |

## 103501–103600
| Designação | Designação | Descoberta  | Descoberta          | Descobridor(es)              | Categoria | Mais informações / Referência |
| Permanente | Provisória | Data        | Local               | Descobridor(es)              | Categoria | Mais informações / Referência |
| ---------- | ---------- | ----------- | ------------------- | ---------------------------- | --------- | ----------------------------- |
| 103501     | 2000 AT245 | 8 jan 2000  | Mauna Kea           | D. J. Tholen, R. J. Whiteley | —         | MPC                           |
| 103502     | 2000 AF247 | 2 jan 2000  | Socorro             | LINEAR                       | —         | MPC                           |
| 103503     | 2000 AP248 | 4 jan 2000  | Anderson Mesa       | LONEOS                       | —         | MPC                           |
| 103504     | 2000 AF254 | 4 jan 2000  | Socorro             | LINEAR                       | —         | MPC                           |
| 103505     | 2000 BW    | 28 jan 2000 | Socorro             | LINEAR                       | —         | MPC                           |
| 103506     | 2000 BD1   | 28 jan 2000 | Socorro             | LINEAR                       | —         | MPC                           |
| 103507     | 2000 BK1   | 26 jan 2000 | Kitt Peak           | Spacewatch                   | —         | MPC                           |
| 103508     | 2000 BV1   | 27 jan 2000 | Kitt Peak           | Spacewatch                   | Vesta     | MPC                           |
| 103509     | 2000 BG2   | 26 jan 2000 | Višnjan Observatory | K. Korlević                  | —         | MPC                           |
| 103510     | 2000 BS2   | 26 jan 2000 | Socorro             | LINEAR                       | —         | MPC                           |
| 103511     | 2000 BW2   | 25 jan 2000 | Višnjan Observatory | K. Korlević                  | —         | MPC                           |
| 103512     | 2000 BZ2   | 26 jan 2000 | Višnjan Observatory | K. Korlević                  | —         | MPC                           |
| 103513     | 2000 BM3   | 27 jan 2000 | Oizumi              | T. Kobayashi                 | —         | MPC                           |
| 103514     | 2000 BD4   | 21 jan 2000 | Socorro             | LINEAR                       | Phocaea   | MPC                           |
| 103515     | 2000 BR4   | 21 jan 2000 | Socorro             | LINEAR                       | —         | MPC                           |
| 103516     | 2000 BY4   | 21 jan 2000 | Socorro             | LINEAR                       | —         | MPC                           |
| 103517     | 2000 BE5   | 27 jan 2000 | Socorro             | LINEAR                       | —         | MPC                           |
| 103518     | 2000 BF5   | 27 jan 2000 | Socorro             | LINEAR                       | —         | MPC                           |
| 103519     | 2000 BW5   | 27 jan 2000 | Socorro             | LINEAR                       | Phocaea   | MPC                           |
| 103520     | 2000 BB6   | 28 jan 2000 | Socorro             | LINEAR                       | —         | MPC                           |
| 103521     | 2000 BH6   | 28 jan 2000 | Socorro             | LINEAR                       | —         | MPC                           |
| 103522     | 2000 BQ6   | 29 jan 2000 | Socorro             | LINEAR                       | —         | MPC                           |
| 103523     | 2000 BT6   | 26 jan 2000 | Socorro             | LINEAR                       | —         | MPC                           |
| 103524     | 2000 BO7   | 29 jan 2000 | Socorro             | LINEAR                       | —         | MPC                           |
| 103525     | 2000 BW7   | 29 jan 2000 | Socorro             | LINEAR                       | —         | MPC                           |
| 103526     | 2000 BS8   | 29 jan 2000 | Socorro             | LINEAR                       | —         | MPC                           |
| 103527     | 2000 BB9   | 26 jan 2000 | Kitt Peak           | Spacewatch                   | —         | MPC                           |
| 103528     | 2000 BD10  | 26 jan 2000 | Kitt Peak           | Spacewatch                   | —         | MPC                           |
| 103529     | 2000 BK10  | 26 jan 2000 | Kitt Peak           | Spacewatch                   | —         | MPC                           |
| 103530     | 2000 BS11  | 26 jan 2000 | Kitt Peak           | Spacewatch                   | —         | MPC                           |
| 103531     | 2000 BD12  | 28 jan 2000 | Kitt Peak           | Spacewatch                   | —         | MPC                           |
| 103532     | 2000 BT12  | 28 jan 2000 | Kitt Peak           | Spacewatch                   | Chloris   | MPC                           |
| 103533     | 2000 BS14  | 28 jan 2000 | Oizumi              | T. Kobayashi                 | —         | MPC                           |
| 103534     | 2000 BS16  | 30 jan 2000 | Socorro             | LINEAR                       | —         | MPC                           |
| 103535     | 2000 BT16  | 30 jan 2000 | Socorro             | LINEAR                       | —         | MPC                           |
| 103536     | 2000 BD17  | 30 jan 2000 | Socorro             | LINEAR                       | —         | MPC                           |
| 103537     | 2000 BO17  | 30 jan 2000 | Socorro             | LINEAR                       | Juno      | MPC                           |
| 103538     | 2000 BY17  | 30 jan 2000 | Socorro             | LINEAR                       | —         | MPC                           |
| 103539     | 2000 BZ17  | 30 jan 2000 | Socorro             | LINEAR                       | —         | MPC                           |
| 103540     | 2000 BT18  | 30 jan 2000 | Socorro             | LINEAR                       | —         | MPC                           |
| 103541     | 2000 BU18  | 30 jan 2000 | Socorro             | LINEAR                       | —         | MPC                           |
| 103542     | 2000 BV18  | 29 jan 2000 | Socorro             | LINEAR                       | Juno      | MPC                           |
| 103543     | 2000 BJ20  | 26 jan 2000 | Kitt Peak           | Spacewatch                   | —         | MPC                           |
| 103544     | 2000 BC21  | 29 jan 2000 | Kitt Peak           | Spacewatch                   | —         | MPC                           |
| 103545     | 2000 BP22  | 25 jan 2000 | Višnjan Observatory | K. Korlević                  | —         | MPC                           |
| 103546     | 2000 BN23  | 27 jan 2000 | Socorro             | LINEAR                       | —         | MPC                           |
| 103547     | 2000 BA24  | 29 jan 2000 | Socorro             | LINEAR                       | Phocaea   | MPC                           |
| 103548     | 2000 BH24  | 29 jan 2000 | Socorro             | LINEAR                       | —         | MPC                           |
| 103549     | 2000 BJ24  | 29 jan 2000 | Socorro             | LINEAR                       | —         | MPC                           |
| 103550     | 2000 BS24  | 29 jan 2000 | Socorro             | LINEAR                       | —         | MPC                           |
| 103551     | 2000 BJ25  | 30 jan 2000 | Socorro             | LINEAR                       | —         | MPC                           |
| 103552     | 2000 BU26  | 30 jan 2000 | Socorro             | LINEAR                       | —         | MPC                           |
| 103553     | 2000 BW26  | 30 jan 2000 | Socorro             | LINEAR                       | —         | MPC                           |
| 103554     | 2000 BF27  | 30 jan 2000 | Socorro             | LINEAR                       | —         | MPC                           |
| 103555     | 2000 BS27  | 30 jan 2000 | Socorro             | LINEAR                       | —         | MPC                           |
| 103556     | 2000 BD28  | 31 jan 2000 | Socorro             | LINEAR                       | —         | MPC                           |
| 103557     | 2000 BK28  | 31 jan 2000 | Socorro             | LINEAR                       | —         | MPC                           |
| 103558     | 2000 BE29  | 25 jan 2000 | Višnjan Observatory | K. Korlević                  | —         | MPC                           |
| 103559     | 2000 BU31  | 27 jan 2000 | Kitt Peak           | Spacewatch                   | —         | MPC                           |
| 103560     | 2000 BZ31  | 30 jan 2000 | Catalina            | CSS                          | —         | MPC                           |
| 103561     | 2000 BJ32  | 28 jan 2000 | Kitt Peak           | Spacewatch                   | —         | MPC                           |
| 103562     | 2000 BL33  | 30 jan 2000 | Catalina            | CSS                          | —         | MPC                           |
| 103563     | 2000 BY33  | 30 jan 2000 | Catalina            | CSS                          | —         | MPC                           |
| 103564     | 2000 BR34  | 30 jan 2000 | Catalina            | CSS                          | —         | MPC                           |
| 103565     | 2000 BG35  | 30 jan 2000 | Socorro             | LINEAR                       | Phocaea   | MPC                           |
| 103566     | 2000 BL35  | 30 jan 2000 | Socorro             | LINEAR                       | —         | MPC                           |
| 103567     | 2000 BR40  | 29 jan 2000 | Kitt Peak           | Spacewatch                   | —         | MPC                           |
| 103568     | 2000 BZ41  | 30 jan 2000 | Kitt Peak           | Spacewatch                   | —         | MPC                           |
| 103569     | 2000 BD45  | 28 jan 2000 | Kitt Peak           | Spacewatch                   | —         | MPC                           |
| 103570     | 2000 BH49  | 27 jan 2000 | Kitt Peak           | Spacewatch                   | —         | MPC                           |
| 103571     | 2000 BU49  | 16 jan 2000 | Kitt Peak           | Spacewatch                   | —         | MPC                           |
| 103572     | 2000 BX50  | 16 jan 2000 | Kitt Peak           | Spacewatch                   | —         | MPC                           |
| 103573     | 2000 BE51  | 30 jan 2000 | Kitt Peak           | Spacewatch                   | —         | MPC                           |
| 103574     | 2000 CR    | 3 fev 2000  | Prescott            | P. G. Comba                  | —         | MPC                           |
| 103575     | 2000 CS    | 3 fev 2000  | Prescott            | P. G. Comba                  | —         | MPC                           |
| 103576     | 2000 CG1   | 4 fev 2000  | Zeno                | T. Stafford                  | —         | MPC                           |
| 103577     | 2000 CL1   | 4 fev 2000  | Višnjan Observatory | K. Korlević                  | —         | MPC                           |
| 103578     | 2000 CK3   | 2 fev 2000  | Socorro             | LINEAR                       | —         | MPC                           |
| 103579     | 2000 CZ3   | 2 fev 2000  | Socorro             | LINEAR                       | —         | MPC                           |
| 103580     | 2000 CF4   | 2 fev 2000  | Socorro             | LINEAR                       | —         | MPC                           |
| 103581     | 2000 CO4   | 2 fev 2000  | Socorro             | LINEAR                       | —         | MPC                           |
| 103582     | 2000 CQ4   | 2 fev 2000  | Socorro             | LINEAR                       | —         | MPC                           |
| 103583     | 2000 CR5   | 2 fev 2000  | Socorro             | LINEAR                       | —         | MPC                           |
| 103584     | 2000 CW5   | 2 fev 2000  | Socorro             | LINEAR                       | —         | MPC                           |
| 103585     | 2000 CH7   | 2 fev 2000  | Socorro             | LINEAR                       | —         | MPC                           |
| 103586     | 2000 CR7   | 2 fev 2000  | Socorro             | LINEAR                       | —         | MPC                           |
| 103587     | 2000 CT7   | 2 fev 2000  | Socorro             | LINEAR                       | —         | MPC                           |
| 103588     | 2000 CU7   | 2 fev 2000  | Socorro             | LINEAR                       | —         | MPC                           |
| 103589     | 2000 CH8   | 2 fev 2000  | Socorro             | LINEAR                       | —         | MPC                           |
| 103590     | 2000 CL8   | 2 fev 2000  | Socorro             | LINEAR                       | —         | MPC                           |
| 103591     | 2000 CR8   | 2 fev 2000  | Socorro             | LINEAR                       | —         | MPC                           |
| 103592     | 2000 CB9   | 2 fev 2000  | Socorro             | LINEAR                       | —         | MPC                           |
| 103593     | 2000 CC10  | 2 fev 2000  | Socorro             | LINEAR                       | —         | MPC                           |
| 103594     | 2000 CC11  | 2 fev 2000  | Socorro             | LINEAR                       | —         | MPC                           |
| 103595     | 2000 CE11  | 2 fev 2000  | Socorro             | LINEAR                       | —         | MPC                           |
| 103596     | 2000 CK12  | 2 fev 2000  | Socorro             | LINEAR                       | —         | MPC                           |
| 103597     | 2000 CP14  | 2 fev 2000  | Socorro             | LINEAR                       | —         | MPC                           |
| 103598     | 2000 CR14  | 2 fev 2000  | Socorro             | LINEAR                       | —         | MPC                           |
| 103599     | 2000 CY14  | 2 fev 2000  | Socorro             | LINEAR                       | Mitidika  | MPC                           |
| 103600     | 2000 CM16  | 2 fev 2000  | Socorro             | LINEAR                       | —         | MPC                           |

## 103601–103700
| Designação | Designação | Descoberta  | Descoberta          | Descobridor(es) | Categoria | Mais informações / Referência |
| Permanente | Provisória | Data        | Local               | Descobridor(es) | Categoria | Mais informações / Referência |
| ---------- | ---------- | ----------- | ------------------- | --------------- | --------- | ----------------------------- |
| 103601     | 2000 CP17  | 2 fev 2000  | Socorro             | LINEAR          | —         | MPC                           |
| 103602     | 2000 CU17  | 2 fev 2000  | Socorro             | LINEAR          | —         | MPC                           |
| 103603     | 2000 CG18  | 2 fev 2000  | Socorro             | LINEAR          | —         | MPC                           |
| 103604     | 2000 CH18  | 2 fev 2000  | Socorro             | LINEAR          | —         | MPC                           |
| 103605     | 2000 CM18  | 2 fev 2000  | Socorro             | LINEAR          | —         | MPC                           |
| 103606     | 2000 CR18  | 2 fev 2000  | Socorro             | LINEAR          | Phocaea   | MPC                           |
| 103607     | 2000 CE19  | 2 fev 2000  | Socorro             | LINEAR          | —         | MPC                           |
| 103608     | 2000 CR19  | 2 fev 2000  | Socorro             | LINEAR          | —         | MPC                           |
| 103609     | 2000 CE20  | 2 fev 2000  | Socorro             | LINEAR          | —         | MPC                           |
| 103610     | 2000 CS20  | 2 fev 2000  | Socorro             | LINEAR          | —         | MPC                           |
| 103611     | 2000 CW20  | 2 fev 2000  | Socorro             | LINEAR          | —         | MPC                           |
| 103612     | 2000 CD21  | 2 fev 2000  | Socorro             | LINEAR          | —         | MPC                           |
| 103613     | 2000 CM21  | 2 fev 2000  | Socorro             | LINEAR          | —         | MPC                           |
| 103614     | 2000 CF22  | 2 fev 2000  | Socorro             | LINEAR          | —         | MPC                           |
| 103615     | 2000 CQ22  | 2 fev 2000  | Socorro             | LINEAR          | —         | MPC                           |
| 103616     | 2000 CK23  | 2 fev 2000  | Socorro             | LINEAR          | —         | MPC                           |
| 103617     | 2000 CL23  | 2 fev 2000  | Socorro             | LINEAR          | —         | MPC                           |
| 103618     | 2000 CT23  | 2 fev 2000  | Socorro             | LINEAR          | —         | MPC                           |
| 103619     | 2000 CH24  | 2 fev 2000  | Socorro             | LINEAR          | —         | MPC                           |
| 103620     | 2000 CJ24  | 2 fev 2000  | Socorro             | LINEAR          | —         | MPC                           |
| 103621     | 2000 CA25  | 2 fev 2000  | Socorro             | LINEAR          | —         | MPC                           |
| 103622     | 2000 CR25  | 2 fev 2000  | Socorro             | LINEAR          | —         | MPC                           |
| 103623     | 2000 CN26  | 2 fev 2000  | Socorro             | LINEAR          | —         | MPC                           |
| 103624     | 2000 CF27  | 2 fev 2000  | Socorro             | LINEAR          | —         | MPC                           |
| 103625     | 2000 CY27  | 2 fev 2000  | Socorro             | LINEAR          | —         | MPC                           |
| 103626     | 2000 CH28  | 2 fev 2000  | Socorro             | LINEAR          | —         | MPC                           |
| 103627     | 2000 CL28  | 2 fev 2000  | Socorro             | LINEAR          | —         | MPC                           |
| 103628     | 2000 CB29  | 2 fev 2000  | Socorro             | LINEAR          | —         | MPC                           |
| 103629     | 2000 CN29  | 2 fev 2000  | Socorro             | LINEAR          | —         | MPC                           |
| 103630     | 2000 CS29  | 2 fev 2000  | Socorro             | LINEAR          | —         | MPC                           |
| 103631     | 2000 CL30  | 2 fev 2000  | Socorro             | LINEAR          | —         | MPC                           |
| 103632     | 2000 CP30  | 2 fev 2000  | Socorro             | LINEAR          | —         | MPC                           |
| 103633     | 2000 CW30  | 2 fev 2000  | Socorro             | LINEAR          | —         | MPC                           |
| 103634     | 2000 CA31  | 2 fev 2000  | Socorro             | LINEAR          | —         | MPC                           |
| 103635     | 2000 CT31  | 2 fev 2000  | Socorro             | LINEAR          | Eos       | MPC                           |
| 103636     | 2000 CW31  | 2 fev 2000  | Socorro             | LINEAR          | —         | MPC                           |
| 103637     | 2000 CF32  | 2 fev 2000  | Socorro             | LINEAR          | —         | MPC                           |
| 103638     | 2000 CJ32  | 2 fev 2000  | Socorro             | LINEAR          | —         | MPC                           |
| 103639     | 2000 CP33  | 2 fev 2000  | Oaxaca              | J. M. Roe       | —         | MPC                           |
| 103640     | 2000 CQ33  | 4 fev 2000  | Višnjan Observatory | K. Korlević     | Ursula    | MPC                           |
| 103641     | 2000 CV33  | 4 fev 2000  | Višnjan Observatory | K. Korlević     | —         | MPC                           |
| 103642     | 2000 CG34  | 5 fev 2000  | Višnjan Observatory | K. Korlević     | —         | MPC                           |
| 103643     | 2000 CW34  | 2 fev 2000  | Socorro             | LINEAR          | Brangane  | MPC                           |
| 103644     | 2000 CK35  | 2 fev 2000  | Socorro             | LINEAR          | —         | MPC                           |
| 103645     | 2000 CP35  | 2 fev 2000  | Socorro             | LINEAR          | —         | MPC                           |
| 103646     | 2000 CD36  | 2 fev 2000  | Socorro             | LINEAR          | —         | MPC                           |
| 103647     | 2000 CH36  | 2 fev 2000  | Socorro             | LINEAR          | —         | MPC                           |
| 103648     | 2000 CG37  | 2 fev 2000  | Socorro             | LINEAR          | —         | MPC                           |
| 103649     | 2000 CJ37  | 3 fev 2000  | Socorro             | LINEAR          | —         | MPC                           |
| 103650     | 2000 CL37  | 3 fev 2000  | Socorro             | LINEAR          | —         | MPC                           |
| 103651     | 2000 CJ38  | 3 fev 2000  | Socorro             | LINEAR          | —         | MPC                           |
| 103652     | 2000 CP38  | 3 fev 2000  | Socorro             | LINEAR          | —         | MPC                           |
| 103653     | 2000 CR39  | 5 fev 2000  | Višnjan Observatory | K. Korlević     | —         | MPC                           |
| 103654     | 2000 CX40  | 2 fev 2000  | Catalina            | CSS             | —         | MPC                           |
| 103655     | 2000 CC41  | 6 fev 2000  | Prescott            | P. G. Comba     | —         | MPC                           |
| 103656     | 2000 CV41  | 2 fev 2000  | Socorro             | LINEAR          | —         | MPC                           |
| 103657     | 2000 CW41  | 2 fev 2000  | Socorro             | LINEAR          | —         | MPC                           |
| 103658     | 2000 CL42  | 2 fev 2000  | Socorro             | LINEAR          | —         | MPC                           |
| 103659     | 2000 CS45  | 2 fev 2000  | Socorro             | LINEAR          | —         | MPC                           |
| 103660     | 2000 CJ46  | 2 fev 2000  | Socorro             | LINEAR          | Mitidika  | MPC                           |
| 103661     | 2000 CK46  | 2 fev 2000  | Socorro             | LINEAR          | —         | MPC                           |
| 103662     | 2000 CM46  | 2 fev 2000  | Socorro             | LINEAR          | —         | MPC                           |
| 103663     | 2000 CC47  | 2 fev 2000  | Socorro             | LINEAR          | —         | MPC                           |
| 103664     | 2000 CK48  | 2 fev 2000  | Socorro             | LINEAR          | —         | MPC                           |
| 103665     | 2000 CZ48  | 2 fev 2000  | Socorro             | LINEAR          | —         | MPC                           |
| 103666     | 2000 CU49  | 2 fev 2000  | Socorro             | LINEAR          | —         | MPC                           |
| 103667     | 2000 CB50  | 2 fev 2000  | Socorro             | LINEAR          | —         | MPC                           |
| 103668     | 2000 CB51  | 2 fev 2000  | Socorro             | LINEAR          | —         | MPC                           |
| 103669     | 2000 CW51  | 2 fev 2000  | Socorro             | LINEAR          | —         | MPC                           |
| 103670     | 2000 CD52  | 2 fev 2000  | Socorro             | LINEAR          | —         | MPC                           |
| 103671     | 2000 CP54  | 2 fev 2000  | Socorro             | LINEAR          | —         | MPC                           |
| 103672     | 2000 CB55  | 3 fev 2000  | Socorro             | LINEAR          | —         | MPC                           |
| 103673     | 2000 CZ55  | 4 fev 2000  | Socorro             | LINEAR          | —         | MPC                           |
| 103674     | 2000 CU58  | 2 fev 2000  | Socorro             | LINEAR          | —         | MPC                           |
| 103675     | 2000 CP59  | 2 fev 2000  | Socorro             | LINEAR          | —         | MPC                           |
| 103676     | 2000 CQ59  | 2 fev 2000  | Socorro             | LINEAR          | —         | MPC                           |
| 103677     | 2000 CT59  | 2 fev 2000  | Socorro             | LINEAR          | —         | MPC                           |
| 103678     | 2000 CY59  | 2 fev 2000  | Socorro             | LINEAR          | —         | MPC                           |
| 103679     | 2000 CL61  | 2 fev 2000  | Socorro             | LINEAR          | —         | MPC                           |
| 103680     | 2000 CP61  | 2 fev 2000  | Socorro             | LINEAR          | —         | MPC                           |
| 103681     | 2000 CN62  | 2 fev 2000  | Socorro             | LINEAR          | —         | MPC                           |
| 103682     | 2000 CY62  | 2 fev 2000  | Socorro             | LINEAR          | —         | MPC                           |
| 103683     | 2000 CK64  | 3 fev 2000  | Socorro             | LINEAR          | —         | MPC                           |
| 103684     | 2000 CF65  | 3 fev 2000  | Socorro             | LINEAR          | —         | MPC                           |
| 103685     | 2000 CB66  | 6 fev 2000  | Socorro             | LINEAR          | Eos       | MPC                           |
| 103686     | 2000 CX66  | 6 fev 2000  | Socorro             | LINEAR          | —         | MPC                           |
| 103687     | 2000 CL68  | 1 fev 2000  | Kitt Peak           | Spacewatch      | —         | MPC                           |
| 103688     | 2000 CS68  | 1 fev 2000  | Kitt Peak           | Spacewatch      | Mitidika  | MPC                           |
| 103689     | 2000 CK69  | 1 fev 2000  | Kitt Peak           | Spacewatch      | —         | MPC                           |
| 103690     | 2000 CM71  | 7 fev 2000  | Socorro             | LINEAR          | —         | MPC                           |
| 103691     | 2000 CG72  | 7 fev 2000  | Kitt Peak           | Spacewatch      | —         | MPC                           |
| 103692     | 2000 CJ72  | 3 fev 2000  | Višnjan Observatory | K. Korlević     | —         | MPC                           |
| 103693     | 2000 CY72  | 2 fev 2000  | Socorro             | LINEAR          | —         | MPC                           |
| 103694     | 2000 CP73  | 7 fev 2000  | Kitt Peak           | Spacewatch      | —         | MPC                           |
| 103695     | 2000 CL75  | 5 fev 2000  | Socorro             | LINEAR          | —         | MPC                           |
| 103696     | 2000 CP75  | 6 fev 2000  | Socorro             | LINEAR          | —         | MPC                           |
| 103697     | 2000 CB76  | 8 fev 2000  | Socorro             | LINEAR          | —         | MPC                           |
| 103698     | 2000 CH77  | 10 fev 2000 | Višnjan Observatory | K. Korlević     | —         | MPC                           |
| 103699     | 2000 CS77  | 7 fev 2000  | Kitt Peak           | Spacewatch      | —         | MPC                           |
| 103700     | 2000 CC78  | 7 fev 2000  | Kitt Peak           | Spacewatch      | —         | MPC                           |

## 103701–103800
| Designação          | Designação | Descoberta  | Descoberta          | Descobridor(es)        | Categoria | Mais informações / Referência |
| Permanente          | Provisória | Data        | Local               | Descobridor(es)        | Categoria | Mais informações / Referência |
| ------------------- | ---------- | ----------- | ------------------- | ---------------------- | --------- | ----------------------------- |
| 103701              | 2000 CL78  | 7 fev 2000  | Kitt Peak           | Spacewatch             | —         | MPC                           |
| 103702              | 2000 CZ78  | 8 fev 2000  | Kitt Peak           | Spacewatch             | —         | MPC                           |
| 103703              | 2000 CZ81  | 4 fev 2000  | Socorro             | LINEAR                 | —         | MPC                           |
| 103704              | 2000 CH82  | 4 fev 2000  | Socorro             | LINEAR                 | —         | MPC                           |
| 103705              | 2000 CW82  | 4 fev 2000  | Socorro             | LINEAR                 | —         | MPC                           |
| 103706              | 2000 CS83  | 4 fev 2000  | Socorro             | LINEAR                 | —         | MPC                           |
| 103707              | 2000 CW83  | 4 fev 2000  | Socorro             | LINEAR                 | —         | MPC                           |
| 103708              | 2000 CD84  | 4 fev 2000  | Socorro             | LINEAR                 | —         | MPC                           |
| 103709              | 2000 CF84  | 4 fev 2000  | Socorro             | LINEAR                 | —         | MPC                           |
| 103710              | 2000 CT86  | 4 fev 2000  | Socorro             | LINEAR                 | —         | MPC                           |
| 103711              | 2000 CV86  | 4 fev 2000  | Socorro             | LINEAR                 | —         | MPC                           |
| 103712              | 2000 CP87  | 4 fev 2000  | Socorro             | LINEAR                 | —         | MPC                           |
| 103713              | 2000 CZ87  | 4 fev 2000  | Socorro             | LINEAR                 | Mitidika  | MPC                           |
| 103714              | 2000 CO89  | 4 fev 2000  | Socorro             | LINEAR                 | —         | MPC                           |
| 103715              | 2000 CA91  | 6 fev 2000  | Socorro             | LINEAR                 | —         | MPC                           |
| 103716              | 2000 CK91  | 6 fev 2000  | Socorro             | LINEAR                 | —         | MPC                           |
| 103717              | 2000 CS91  | 6 fev 2000  | Socorro             | LINEAR                 | —         | MPC                           |
| 103718              | 2000 CV92  | 6 fev 2000  | Socorro             | LINEAR                 | —         | MPC                           |
| 103719              | 2000 CV93  | 8 fev 2000  | Socorro             | LINEAR                 | —         | MPC                           |
| 103720              | 2000 CF95  | 8 fev 2000  | Socorro             | LINEAR                 | —         | MPC                           |
| 103721              | 2000 CV95  | 10 fev 2000 | Kitt Peak           | Spacewatch             | —         | MPC                           |
| 103722              | 2000 CL96  | 11 fev 2000 | Kitt Peak           | Spacewatch             | —         | MPC                           |
| 103723              | 2000 CN96  | 11 fev 2000 | Kitt Peak           | Spacewatch             | —         | MPC                           |
| 103724              | 2000 CW96  | 6 fev 2000  | Socorro             | LINEAR                 | —         | MPC                           |
| 103725              | 2000 CF98  | 7 fev 2000  | Kitt Peak           | Spacewatch             | —         | MPC                           |
| 103726              | 2000 CR98  | 8 fev 2000  | Kitt Peak           | Spacewatch             | —         | MPC                           |
| 103727              | 2000 CF99  | 8 fev 2000  | Kitt Peak           | Spacewatch             | —         | MPC                           |
| 103728              | 2000 CZ99  | 10 fev 2000 | Kitt Peak           | Spacewatch             | —         | MPC                           |
| 103729              | 2000 CW100 | 12 fev 2000 | Kitt Peak           | Spacewatch             | —         | MPC                           |
| 103730              | 2000 CJ102 | 2 fev 2000  | Socorro             | LINEAR                 | —         | MPC                           |
| 103731              | 2000 CK102 | 2 fev 2000  | Socorro             | LINEAR                 | —         | MPC                           |
| 103732              | 2000 CO103 | 8 fev 2000  | Socorro             | LINEAR                 | —         | MPC                           |
| 103733              | 2000 CD105 | 5 fev 2000  | Kitt Peak           | M. W. Buie             | —         | MPC                           |
| 103734              | 2000 CO106 | 5 fev 2000  | Kitt Peak           | M. W. Buie             | —         | MPC                           |
| 103735              | 2000 CH108 | 5 fev 2000  | Catalina            | CSS                    | —         | MPC                           |
| 103736              | 2000 CQ108 | 5 fev 2000  | Catalina            | CSS                    | —         | MPC                           |
| 103737              | 2000 CU108 | 5 fev 2000  | Kitt Peak           | M. W. Buie             | —         | MPC                           |
| 103738              | 2000 CA110 | 5 fev 2000  | Kitt Peak           | M. W. Buie             | —         | MPC                           |
| 103739              | 2000 CT110 | 6 fev 2000  | Kitt Peak           | M. W. Buie             | —         | MPC                           |
| 103740 Budinger     | 2000 CV110 | 6 fev 2000  | Kitt Peak           | R. Millis              | Themis    | MPC                           |
| 103741              | 2000 CA112 | 7 fev 2000  | Catalina            | CSS                    | Pallas    | MPC                           |
| 103742              | 2000 CP112 | 7 fev 2000  | Catalina            | CSS                    | —         | MPC                           |
| 103743              | 2000 CS112 | 7 fev 2000  | Catalina            | CSS                    | —         | MPC                           |
| 103744              | 2000 CV112 | 7 fev 2000  | Catalina            | CSS                    | —         | MPC                           |
| 103745              | 2000 CC113 | 8 fev 2000  | Kitt Peak           | Spacewatch             | —         | MPC                           |
| 103746              | 2000 CK113 | 10 fev 2000 | Kitt Peak           | Spacewatch             | —         | MPC                           |
| 103747              | 2000 CT114 | 1 fev 2000  | Catalina            | CSS                    | —         | MPC                           |
| 103748              | 2000 CE115 | 2 fev 2000  | Socorro             | LINEAR                 | —         | MPC                           |
| 103749              | 2000 CO115 | 3 fev 2000  | Socorro             | LINEAR                 | —         | MPC                           |
| 103750              | 2000 CZ116 | 3 fev 2000  | Socorro             | LINEAR                 | —         | MPC                           |
| 103751              | 2000 CE117 | 2 fev 2000  | Socorro             | LINEAR                 | Mitidika  | MPC                           |
| 103752              | 2000 CM117 | 3 fev 2000  | Socorro             | LINEAR                 | —         | MPC                           |
| 103753              | 2000 CA118 | 3 fev 2000  | Socorro             | LINEAR                 | —         | MPC                           |
| 103754              | 2000 CP122 | 3 fev 2000  | Socorro             | LINEAR                 | —         | MPC                           |
| 103755              | 2000 CY123 | 3 fev 2000  | Socorro             | LINEAR                 | —         | MPC                           |
| 103756              | 2000 CH124 | 3 fev 2000  | Socorro             | LINEAR                 | —         | MPC                           |
| 103757              | 2000 CJ124 | 3 fev 2000  | Socorro             | LINEAR                 | —         | MPC                           |
| 103758              | 2000 CF125 | 3 fev 2000  | Socorro             | LINEAR                 | —         | MPC                           |
| 103759              | 2000 CG125 | 3 fev 2000  | Socorro             | LINEAR                 | —         | MPC                           |
| 103760              | 2000 CV125 | 3 fev 2000  | Socorro             | LINEAR                 | —         | MPC                           |
| 103761              | 2000 CV129 | 3 fev 2000  | Kitt Peak           | Spacewatch             | —         | MPC                           |
| 103762              | 2000 CP131 | 3 fev 2000  | Kitt Peak           | Spacewatch             | —         | MPC                           |
| 103763              | 2000 CP136 | 3 fev 2000  | Kitt Peak           | Spacewatch             | —         | MPC                           |
| 103764              | 2000 CY139 | 4 fev 2000  | Kitt Peak           | Spacewatch             | —         | MPC                           |
| 103765              | 2000 CZ139 | 4 fev 2000  | Kitt Peak           | Spacewatch             | —         | MPC                           |
| 103766              | 2000 CY141 | 3 fev 2000  | Socorro             | LINEAR                 | —         | MPC                           |
| 103767              | 2000 CK147 | 2 fev 2000  | Kitt Peak           | Spacewatch             | Maria     | MPC                           |
| 103768              | 2000 DO    | 23 fev 2000 | Višnjan Observatory | K. Korlević            | —         | MPC                           |
| 103769              | 2000 DV    | 24 fev 2000 | Oizumi              | T. Kobayashi           | —         | MPC                           |
| 103770 Wilfriedlang | 2000 DP1   | 26 fev 2000 | Drebach             | J. Kandler, G. Lehmann | —         | MPC                           |
| 103771              | 2000 DZ1   | 26 fev 2000 | Kitt Peak           | Spacewatch             | —         | MPC                           |
| 103772              | 2000 DD2   | 26 fev 2000 | Kitt Peak           | Spacewatch             | —         | MPC                           |
| 103773              | 2000 DH2   | 26 fev 2000 | Kitt Peak           | Spacewatch             | —         | MPC                           |
| 103774              | 2000 DA4   | 28 fev 2000 | Socorro             | LINEAR                 | —         | MPC                           |
| 103775              | 2000 DK4   | 28 fev 2000 | Socorro             | LINEAR                 | —         | MPC                           |
| 103776              | 2000 DV4   | 28 fev 2000 | Socorro             | LINEAR                 | —         | MPC                           |
| 103777              | 2000 DG5   | 28 fev 2000 | Socorro             | LINEAR                 | —         | MPC                           |
| 103778              | 2000 DH5   | 28 fev 2000 | Socorro             | LINEAR                 | —         | MPC                           |
| 103779              | 2000 DN5   | 24 fev 2000 | Socorro             | LINEAR                 | —         | MPC                           |
| 103780              | 2000 DO5   | 25 fev 2000 | Socorro             | LINEAR                 | —         | MPC                           |
| 103781              | 2000 DZ6   | 29 fev 2000 | Oaxaca              | J. M. Roe              | —         | MPC                           |
| 103782              | 2000 DJ7   | 29 fev 2000 | Oizumi              | T. Kobayashi           | —         | MPC                           |
| 103783              | 2000 DZ7   | 28 fev 2000 | Kitt Peak           | Spacewatch             | —         | MPC                           |
| 103784              | 2000 DA8   | 28 fev 2000 | Kitt Peak           | Spacewatch             | —         | MPC                           |
| 103785              | 2000 DQ8   | 27 fev 2000 | Rock Finder         | W. K. Y. Yeung         | Mitidika  | MPC                           |
| 103786              | 2000 DY8   | 26 fev 2000 | Kitt Peak           | Spacewatch             | —         | MPC                           |
| 103787              | 2000 DL9   | 26 fev 2000 | Kitt Peak           | Spacewatch             | —         | MPC                           |
| 103788              | 2000 DA10  | 26 fev 2000 | Kitt Peak           | Spacewatch             | —         | MPC                           |
| 103789              | 2000 DL10  | 26 fev 2000 | Kitt Peak           | Spacewatch             | —         | MPC                           |
| 103790              | 2000 DY10  | 26 fev 2000 | Kitt Peak           | Spacewatch             | —         | MPC                           |
| 103791              | 2000 DB11  | 26 fev 2000 | Kitt Peak           | Spacewatch             | —         | MPC                           |
| 103792              | 2000 DE11  | 26 fev 2000 | Kitt Peak           | Spacewatch             | —         | MPC                           |
| 103793              | 2000 DK11  | 27 fev 2000 | Kitt Peak           | Spacewatch             | —         | MPC                           |
| 103794              | 2000 DG12  | 27 fev 2000 | Kitt Peak           | Spacewatch             | —         | MPC                           |
| 103795              | 2000 DO12  | 27 fev 2000 | Kitt Peak           | Spacewatch             | —         | MPC                           |
| 103796              | 2000 DQ12  | 27 fev 2000 | Kitt Peak           | Spacewatch             | —         | MPC                           |
| 103797              | 2000 DR12  | 27 fev 2000 | Kitt Peak           | Spacewatch             | —         | MPC                           |
| 103798              | 2000 DH13  | 28 fev 2000 | Kitt Peak           | Spacewatch             | —         | MPC                           |
| 103799              | 2000 DN13  | 28 fev 2000 | Kitt Peak           | Spacewatch             | —         | MPC                           |
| 103800              | 2000 DO13  | 28 fev 2000 | Kitt Peak           | Spacewatch             | —         | MPC                           |

## 103801–103900
| Designação | Designação | Descoberta  | Descoberta    | Descobridor(es) | Categoria | Mais informações / Referência |
| Permanente | Provisória | Data        | Local         | Descobridor(es) | Categoria | Mais informações / Referência |
| ---------- | ---------- | ----------- | ------------- | --------------- | --------- | ----------------------------- |
| 103801     | 2000 DY13  | 28 fev 2000 | Kitt Peak     | Spacewatch      | —         | MPC                           |
| 103802     | 2000 DH14  | 28 fev 2000 | Kitt Peak     | Spacewatch      | —         | MPC                           |
| 103803     | 2000 DJ17  | 29 fev 2000 | Socorro       | LINEAR          | Juno      | MPC                           |
| 103804     | 2000 DU17  | 26 fev 2000 | Kitt Peak     | Spacewatch      | —         | MPC                           |
| 103805     | 2000 DV17  | 26 fev 2000 | Kitt Peak     | Spacewatch      | —         | MPC                           |
| 103806     | 2000 DZ17  | 25 fev 2000 | Siding Spring | R. H. McNaught  | —         | MPC                           |
| 103807     | 2000 DM18  | 28 fev 2000 | Socorro       | LINEAR          | —         | MPC                           |
| 103808     | 2000 DN18  | 28 fev 2000 | Socorro       | LINEAR          | —         | MPC                           |
| 103809     | 2000 DB19  | 29 fev 2000 | Socorro       | LINEAR          | —         | MPC                           |
| 103810     | 2000 DD19  | 29 fev 2000 | Socorro       | LINEAR          | —         | MPC                           |
| 103811     | 2000 DE19  | 29 fev 2000 | Socorro       | LINEAR          | Eos       | MPC                           |
| 103812     | 2000 DK19  | 29 fev 2000 | Socorro       | LINEAR          | —         | MPC                           |
| 103813     | 2000 DO19  | 29 fev 2000 | Socorro       | LINEAR          | —         | MPC                           |
| 103814     | 2000 DW19  | 29 fev 2000 | Socorro       | LINEAR          | —         | MPC                           |
| 103815     | 2000 DE20  | 29 fev 2000 | Socorro       | LINEAR          | —         | MPC                           |
| 103816     | 2000 DL20  | 29 fev 2000 | Socorro       | LINEAR          | —         | MPC                           |
| 103817     | 2000 DW20  | 29 fev 2000 | Socorro       | LINEAR          | —         | MPC                           |
| 103818     | 2000 DY20  | 29 fev 2000 | Socorro       | LINEAR          | —         | MPC                           |
| 103819     | 2000 DL21  | 29 fev 2000 | Socorro       | LINEAR          | —         | MPC                           |
| 103820     | 2000 DN22  | 29 fev 2000 | Socorro       | LINEAR          | —         | MPC                           |
| 103821     | 2000 DE23  | 29 fev 2000 | Socorro       | LINEAR          | —         | MPC                           |
| 103822     | 2000 DQ23  | 29 fev 2000 | Socorro       | LINEAR          | —         | MPC                           |
| 103823     | 2000 DC24  | 29 fev 2000 | Socorro       | LINEAR          | —         | MPC                           |
| 103824     | 2000 DE24  | 29 fev 2000 | Socorro       | LINEAR          | —         | MPC                           |
| 103825     | 2000 DR24  | 29 fev 2000 | Socorro       | LINEAR          | —         | MPC                           |
| 103826     | 2000 DV24  | 29 fev 2000 | Socorro       | LINEAR          | —         | MPC                           |
| 103827     | 2000 DH25  | 29 fev 2000 | Socorro       | LINEAR          | —         | MPC                           |
| 103828     | 2000 DC26  | 29 fev 2000 | Socorro       | LINEAR          | —         | MPC                           |
| 103829     | 2000 DZ26  | 29 fev 2000 | Socorro       | LINEAR          | —         | MPC                           |
| 103830     | 2000 DL27  | 29 fev 2000 | Socorro       | LINEAR          | —         | MPC                           |
| 103831     | 2000 DO27  | 29 fev 2000 | Socorro       | LINEAR          | —         | MPC                           |
| 103832     | 2000 DV27  | 29 fev 2000 | Socorro       | LINEAR          | —         | MPC                           |
| 103833     | 2000 DP28  | 29 fev 2000 | Socorro       | LINEAR          | —         | MPC                           |
| 103834     | 2000 DY28  | 29 fev 2000 | Socorro       | LINEAR          | —         | MPC                           |
| 103835     | 2000 DG29  | 29 fev 2000 | Socorro       | LINEAR          | —         | MPC                           |
| 103836     | 2000 DU29  | 29 fev 2000 | Socorro       | LINEAR          | —         | MPC                           |
| 103837     | 2000 DX29  | 29 fev 2000 | Socorro       | LINEAR          | —         | MPC                           |
| 103838     | 2000 DN31  | 29 fev 2000 | Socorro       | LINEAR          | Brangane  | MPC                           |
| 103839     | 2000 DN32  | 29 fev 2000 | Socorro       | LINEAR          | —         | MPC                           |
| 103840     | 2000 DU32  | 29 fev 2000 | Socorro       | LINEAR          | —         | MPC                           |
| 103841     | 2000 DM33  | 29 fev 2000 | Socorro       | LINEAR          | —         | MPC                           |
| 103842     | 2000 DQ33  | 29 fev 2000 | Socorro       | LINEAR          | —         | MPC                           |
| 103843     | 2000 DZ33  | 29 fev 2000 | Socorro       | LINEAR          | —         | MPC                           |
| 103844     | 2000 DC34  | 29 fev 2000 | Socorro       | LINEAR          | —         | MPC                           |
| 103845     | 2000 DF34  | 29 fev 2000 | Socorro       | LINEAR          | —         | MPC                           |
| 103846     | 2000 DQ34  | 29 fev 2000 | Socorro       | LINEAR          | —         | MPC                           |
| 103847     | 2000 DW34  | 29 fev 2000 | Socorro       | LINEAR          | —         | MPC                           |
| 103848     | 2000 DE35  | 29 fev 2000 | Socorro       | LINEAR          | —         | MPC                           |
| 103849     | 2000 DK35  | 29 fev 2000 | Socorro       | LINEAR          | Ursula    | MPC                           |
| 103850     | 2000 DS35  | 29 fev 2000 | Socorro       | LINEAR          | —         | MPC                           |
| 103851     | 2000 DW35  | 29 fev 2000 | Socorro       | LINEAR          | —         | MPC                           |
| 103852     | 2000 DH36  | 29 fev 2000 | Socorro       | LINEAR          | —         | MPC                           |
| 103853     | 2000 DX36  | 29 fev 2000 | Socorro       | LINEAR          | —         | MPC                           |
| 103854     | 2000 DJ37  | 29 fev 2000 | Socorro       | LINEAR          | —         | MPC                           |
| 103855     | 2000 DP37  | 29 fev 2000 | Socorro       | LINEAR          | —         | MPC                           |
| 103856     | 2000 DA38  | 29 fev 2000 | Socorro       | LINEAR          | —         | MPC                           |
| 103857     | 2000 DG39  | 29 fev 2000 | Socorro       | LINEAR          | —         | MPC                           |
| 103858     | 2000 DH39  | 29 fev 2000 | Socorro       | LINEAR          | —         | MPC                           |
| 103859     | 2000 DX39  | 29 fev 2000 | Socorro       | LINEAR          | —         | MPC                           |
| 103860     | 2000 DN40  | 29 fev 2000 | Socorro       | LINEAR          | —         | MPC                           |
| 103861     | 2000 DS40  | 29 fev 2000 | Socorro       | LINEAR          | —         | MPC                           |
| 103862     | 2000 DW40  | 29 fev 2000 | Socorro       | LINEAR          | —         | MPC                           |
| 103863     | 2000 DR41  | 29 fev 2000 | Socorro       | LINEAR          | —         | MPC                           |
| 103864     | 2000 DX41  | 29 fev 2000 | Socorro       | LINEAR          | —         | MPC                           |
| 103865     | 2000 DY42  | 29 fev 2000 | Socorro       | LINEAR          | —         | MPC                           |
| 103866     | 2000 DA43  | 29 fev 2000 | Socorro       | LINEAR          | —         | MPC                           |
| 103867     | 2000 DC43  | 29 fev 2000 | Socorro       | LINEAR          | —         | MPC                           |
| 103868     | 2000 DV43  | 29 fev 2000 | Socorro       | LINEAR          | —         | MPC                           |
| 103869     | 2000 DC44  | 29 fev 2000 | Socorro       | LINEAR          | —         | MPC                           |
| 103870     | 2000 DJ44  | 29 fev 2000 | Socorro       | LINEAR          | —         | MPC                           |
| 103871     | 2000 DK45  | 29 fev 2000 | Socorro       | LINEAR          | —         | MPC                           |
| 103872     | 2000 DT45  | 29 fev 2000 | Socorro       | LINEAR          | —         | MPC                           |
| 103873     | 2000 DD46  | 29 fev 2000 | Socorro       | LINEAR          | —         | MPC                           |
| 103874     | 2000 DG46  | 29 fev 2000 | Socorro       | LINEAR          | —         | MPC                           |
| 103875     | 2000 DR47  | 29 fev 2000 | Socorro       | LINEAR          | —         | MPC                           |
| 103876     | 2000 DS47  | 29 fev 2000 | Socorro       | LINEAR          | —         | MPC                           |
| 103877     | 2000 DF48  | 29 fev 2000 | Socorro       | LINEAR          | —         | MPC                           |
| 103878     | 2000 DH48  | 29 fev 2000 | Socorro       | LINEAR          | —         | MPC                           |
| 103879     | 2000 DZ48  | 29 fev 2000 | Socorro       | LINEAR          | —         | MPC                           |
| 103880     | 2000 DG49  | 29 fev 2000 | Socorro       | LINEAR          | —         | MPC                           |
| 103881     | 2000 DS49  | 29 fev 2000 | Socorro       | LINEAR          | Brangane  | MPC                           |
| 103882     | 2000 DE50  | 29 fev 2000 | Socorro       | LINEAR          | —         | MPC                           |
| 103883     | 2000 DP50  | 29 fev 2000 | Socorro       | LINEAR          | —         | MPC                           |
| 103884     | 2000 DB51  | 29 fev 2000 | Socorro       | LINEAR          | —         | MPC                           |
| 103885     | 2000 DH51  | 29 fev 2000 | Socorro       | LINEAR          | —         | MPC                           |
| 103886     | 2000 DP51  | 29 fev 2000 | Socorro       | LINEAR          | —         | MPC                           |
| 103887     | 2000 DO52  | 29 fev 2000 | Socorro       | LINEAR          | —         | MPC                           |
| 103888     | 2000 DP52  | 29 fev 2000 | Socorro       | LINEAR          | —         | MPC                           |
| 103889     | 2000 DS52  | 29 fev 2000 | Socorro       | LINEAR          | —         | MPC                           |
| 103890     | 2000 DY52  | 29 fev 2000 | Socorro       | LINEAR          | —         | MPC                           |
| 103891     | 2000 DJ53  | 29 fev 2000 | Socorro       | LINEAR          | —         | MPC                           |
| 103892     | 2000 DM54  | 29 fev 2000 | Socorro       | LINEAR          | —         | MPC                           |
| 103893     | 2000 DR54  | 29 fev 2000 | Socorro       | LINEAR          | —         | MPC                           |
| 103894     | 2000 DB55  | 29 fev 2000 | Socorro       | LINEAR          | —         | MPC                           |
| 103895     | 2000 DF55  | 29 fev 2000 | Socorro       | LINEAR          | —         | MPC                           |
| 103896     | 2000 DN55  | 29 fev 2000 | Socorro       | LINEAR          | —         | MPC                           |
| 103897     | 2000 DS55  | 29 fev 2000 | Socorro       | LINEAR          | —         | MPC                           |
| 103898     | 2000 DT55  | 29 fev 2000 | Socorro       | LINEAR          | —         | MPC                           |
| 103899     | 2000 DG56  | 29 fev 2000 | Socorro       | LINEAR          | —         | MPC                           |
| 103900     | 2000 DM56  | 29 fev 2000 | Socorro       | LINEAR          | —         | MPC                           |

## 103901–104000
| Designação  | Designação | Descoberta  | Descoberta    | Descobridor(es) | Categoria | Mais informações / Referência |
| Permanente  | Provisória | Data        | Local         | Descobridor(es) | Categoria | Mais informações / Referência |
| ----------- | ---------- | ----------- | ------------- | --------------- | --------- | ----------------------------- |
| 103901      | 2000 DP56  | 29 fev 2000 | Socorro       | LINEAR          | —         | MPC                           |
| 103902      | 2000 DR56  | 29 fev 2000 | Socorro       | LINEAR          | —         | MPC                           |
| 103903      | 2000 DX56  | 29 fev 2000 | Socorro       | LINEAR          | —         | MPC                           |
| 103904      | 2000 DG57  | 29 fev 2000 | Socorro       | LINEAR          | —         | MPC                           |
| 103905      | 2000 DA58  | 29 fev 2000 | Socorro       | LINEAR          | —         | MPC                           |
| 103906      | 2000 DJ58  | 29 fev 2000 | Socorro       | LINEAR          | —         | MPC                           |
| 103907      | 2000 DW58  | 29 fev 2000 | Socorro       | LINEAR          | Brangane  | MPC                           |
| 103908      | 2000 DO59  | 29 fev 2000 | Socorro       | LINEAR          | —         | MPC                           |
| 103909      | 2000 DQ59  | 29 fev 2000 | Socorro       | LINEAR          | Mitidika  | MPC                           |
| 103910      | 2000 DS59  | 29 fev 2000 | Socorro       | LINEAR          | Eos       | MPC                           |
| 103911      | 2000 DW59  | 29 fev 2000 | Socorro       | LINEAR          | —         | MPC                           |
| 103912      | 2000 DA60  | 29 fev 2000 | Socorro       | LINEAR          | —         | MPC                           |
| 103913      | 2000 DN60  | 29 fev 2000 | Socorro       | LINEAR          | —         | MPC                           |
| 103914      | 2000 DR60  | 29 fev 2000 | Socorro       | LINEAR          | —         | MPC                           |
| 103915      | 2000 DZ60  | 29 fev 2000 | Socorro       | LINEAR          | —         | MPC                           |
| 103916      | 2000 DL61  | 29 fev 2000 | Socorro       | LINEAR          | —         | MPC                           |
| 103917      | 2000 DS61  | 29 fev 2000 | Socorro       | LINEAR          | —         | MPC                           |
| 103918      | 2000 DG62  | 29 fev 2000 | Socorro       | LINEAR          | —         | MPC                           |
| 103919      | 2000 DJ62  | 29 fev 2000 | Socorro       | LINEAR          | —         | MPC                           |
| 103920      | 2000 DM62  | 29 fev 2000 | Socorro       | LINEAR          | —         | MPC                           |
| 103921      | 2000 DN62  | 29 fev 2000 | Socorro       | LINEAR          | —         | MPC                           |
| 103922      | 2000 DO62  | 29 fev 2000 | Socorro       | LINEAR          | —         | MPC                           |
| 103923      | 2000 DP62  | 29 fev 2000 | Socorro       | LINEAR          | —         | MPC                           |
| 103924      | 2000 DC63  | 29 fev 2000 | Socorro       | LINEAR          | —         | MPC                           |
| 103925      | 2000 DJ63  | 29 fev 2000 | Socorro       | LINEAR          | —         | MPC                           |
| 103926      | 2000 DR63  | 29 fev 2000 | Socorro       | LINEAR          | Ursula    | MPC                           |
| 103927      | 2000 DA64  | 29 fev 2000 | Socorro       | LINEAR          | —         | MPC                           |
| 103928      | 2000 DL64  | 29 fev 2000 | Socorro       | LINEAR          | —         | MPC                           |
| 103929      | 2000 DU64  | 29 fev 2000 | Socorro       | LINEAR          | —         | MPC                           |
| 103930      | 2000 DG65  | 29 fev 2000 | Socorro       | LINEAR          | —         | MPC                           |
| 103931      | 2000 DN65  | 29 fev 2000 | Socorro       | LINEAR          | —         | MPC                           |
| 103932      | 2000 DS65  | 29 fev 2000 | Socorro       | LINEAR          | —         | MPC                           |
| 103933      | 2000 DY66  | 29 fev 2000 | Socorro       | LINEAR          | —         | MPC                           |
| 103934      | 2000 DK67  | 29 fev 2000 | Socorro       | LINEAR          | —         | MPC                           |
| 103935      | 2000 DS67  | 29 fev 2000 | Socorro       | LINEAR          | Eos       | MPC                           |
| 103936      | 2000 DV67  | 29 fev 2000 | Socorro       | LINEAR          | —         | MPC                           |
| 103937      | 2000 DR68  | 29 fev 2000 | Socorro       | LINEAR          | —         | MPC                           |
| 103938      | 2000 DU68  | 29 fev 2000 | Socorro       | LINEAR          | —         | MPC                           |
| 103939      | 2000 DJ69  | 29 fev 2000 | Socorro       | LINEAR          | —         | MPC                           |
| 103940      | 2000 DM69  | 29 fev 2000 | Socorro       | LINEAR          | —         | MPC                           |
| 103941      | 2000 DW69  | 29 fev 2000 | Socorro       | LINEAR          | —         | MPC                           |
| 103942      | 2000 DE70  | 29 fev 2000 | Socorro       | LINEAR          | —         | MPC                           |
| 103943      | 2000 DU70  | 29 fev 2000 | Socorro       | LINEAR          | Brangane  | MPC                           |
| 103944      | 2000 DE71  | 29 fev 2000 | Socorro       | LINEAR          | —         | MPC                           |
| 103945      | 2000 DK71  | 29 fev 2000 | Socorro       | LINEAR          | —         | MPC                           |
| 103946      | 2000 DG72  | 29 fev 2000 | Socorro       | LINEAR          | —         | MPC                           |
| 103947      | 2000 DK72  | 29 fev 2000 | Socorro       | LINEAR          | —         | MPC                           |
| 103948      | 2000 DP72  | 29 fev 2000 | Socorro       | LINEAR          | —         | MPC                           |
| 103949      | 2000 DD73  | 29 fev 2000 | Socorro       | LINEAR          | —         | MPC                           |
| 103950      | 2000 DK73  | 29 fev 2000 | Socorro       | LINEAR          | —         | MPC                           |
| 103951      | 2000 DW73  | 29 fev 2000 | Socorro       | LINEAR          | —         | MPC                           |
| 103952      | 2000 DA74  | 29 fev 2000 | Socorro       | LINEAR          | —         | MPC                           |
| 103953      | 2000 DB74  | 29 fev 2000 | Socorro       | LINEAR          | —         | MPC                           |
| 103954      | 2000 DM74  | 29 fev 2000 | Socorro       | LINEAR          | —         | MPC                           |
| 103955      | 2000 DB75  | 29 fev 2000 | Socorro       | LINEAR          | —         | MPC                           |
| 103956      | 2000 DR75  | 29 fev 2000 | Socorro       | LINEAR          | —         | MPC                           |
| 103957      | 2000 DS75  | 29 fev 2000 | Socorro       | LINEAR          | —         | MPC                           |
| 103958      | 2000 DC76  | 29 fev 2000 | Socorro       | LINEAR          | —         | MPC                           |
| 103959      | 2000 DT76  | 29 fev 2000 | Socorro       | LINEAR          | —         | MPC                           |
| 103960      | 2000 DD77  | 29 fev 2000 | Socorro       | LINEAR          | —         | MPC                           |
| 103961      | 2000 DM77  | 29 fev 2000 | Socorro       | LINEAR          | —         | MPC                           |
| 103962      | 2000 DZ77  | 29 fev 2000 | Socorro       | LINEAR          | —         | MPC                           |
| 103963      | 2000 DT78  | 29 fev 2000 | Socorro       | LINEAR          | —         | MPC                           |
| 103964      | 2000 DV78  | 29 fev 2000 | Socorro       | LINEAR          | —         | MPC                           |
| 103965      | 2000 DW78  | 29 fev 2000 | Socorro       | LINEAR          | —         | MPC                           |
| 103966 Luni | 2000 DC79  | 28 fev 2000 | Monte Agliale | S. Donati       | —         | MPC                           |
| 103967      | 2000 DP79  | 28 fev 2000 | Socorro       | LINEAR          | —         | MPC                           |
| 103968      | 2000 DX79  | 28 fev 2000 | Socorro       | LINEAR          | —         | MPC                           |
| 103969      | 2000 DB80  | 28 fev 2000 | Socorro       | LINEAR          | —         | MPC                           |
| 103970      | 2000 DK80  | 28 fev 2000 | Socorro       | LINEAR          | —         | MPC                           |
| 103971      | 2000 DW80  | 28 fev 2000 | Socorro       | LINEAR          | —         | MPC                           |
| 103972      | 2000 DD81  | 28 fev 2000 | Socorro       | LINEAR          | —         | MPC                           |
| 103973      | 2000 DL82  | 28 fev 2000 | Socorro       | LINEAR          | —         | MPC                           |
| 103974      | 2000 DF83  | 28 fev 2000 | Socorro       | LINEAR          | —         | MPC                           |
| 103975      | 2000 DO83  | 28 fev 2000 | Socorro       | LINEAR          | —         | MPC                           |
| 103976      | 2000 DR83  | 28 fev 2000 | Socorro       | LINEAR          | —         | MPC                           |
| 103977      | 2000 DS84  | 29 fev 2000 | Socorro       | LINEAR          | —         | MPC                           |
| 103978      | 2000 DZ84  | 29 fev 2000 | Socorro       | LINEAR          | Phocaea   | MPC                           |
| 103979      | 2000 DN85  | 29 fev 2000 | Socorro       | LINEAR          | —         | MPC                           |
| 103980      | 2000 DT85  | 29 fev 2000 | Socorro       | LINEAR          | —         | MPC                           |
| 103981      | 2000 DC86  | 29 fev 2000 | Socorro       | LINEAR          | —         | MPC                           |
| 103982      | 2000 DE86  | 29 fev 2000 | Socorro       | LINEAR          | —         | MPC                           |
| 103983      | 2000 DG86  | 29 fev 2000 | Socorro       | LINEAR          | —         | MPC                           |
| 103984      | 2000 DH86  | 29 fev 2000 | Socorro       | LINEAR          | —         | MPC                           |
| 103985      | 2000 DE89  | 26 fev 2000 | Kitt Peak     | Spacewatch      | —         | MPC                           |
| 103986      | 2000 DB90  | 27 fev 2000 | Kitt Peak     | Spacewatch      | Mitidika  | MPC                           |
| 103987      | 2000 DS92  | 28 fev 2000 | Kitt Peak     | Spacewatch      | —         | MPC                           |
| 103988      | 2000 DE93  | 28 fev 2000 | Socorro       | LINEAR          | —         | MPC                           |
| 103989      | 2000 DC94  | 28 fev 2000 | Socorro       | LINEAR          | Vesta     | MPC                           |
| 103990      | 2000 DS94  | 28 fev 2000 | Socorro       | LINEAR          | —         | MPC                           |
| 103991      | 2000 DC95  | 28 fev 2000 | Socorro       | LINEAR          | —         | MPC                           |
| 103992      | 2000 DG95  | 28 fev 2000 | Socorro       | LINEAR          | —         | MPC                           |
| 103993      | 2000 DH95  | 28 fev 2000 | Socorro       | LINEAR          | —         | MPC                           |
| 103994      | 2000 DQ95  | 28 fev 2000 | Socorro       | LINEAR          | —         | MPC                           |
| 103995      | 2000 DX95  | 28 fev 2000 | Socorro       | LINEAR          | —         | MPC                           |
| 103996      | 2000 DX96  | 29 fev 2000 | Socorro       | LINEAR          | —         | MPC                           |
| 103997      | 2000 DV97  | 29 fev 2000 | Socorro       | LINEAR          | —         | MPC                           |
| 103998      | 2000 DE98  | 29 fev 2000 | Socorro       | LINEAR          | —         | MPC                           |
| 103999      | 2000 DB99  | 29 fev 2000 | Socorro       | LINEAR          | —         | MPC                           |
| 104000      | 2000 DM99  | 29 fev 2000 | Socorro       | LINEAR          | —         | MPC                           |